# スズキの車種一覧
スズキの車種一覧（スズキのしゃしゅいちらん）では、スズキが販売している車種、過去に販売していた車種、今後発売予定の車種について述べる。

## 二輪車種一覧

### 現行車種（二輪）
※以下の「50cc」などは、正確な排気量数値を表すものではなく、排気量クラスを表すものである。

### 生産終了車種（二輪）
※以下の「50cc」などは、正確な排気量数値を表すものではなく、排気量クラスを表すものである。

#### 50cc以下（原付一種）
- ストリートマジック50
- ストリートマジック50S
- GA50
- A50
- スクランブラーAC50
- スポーツAS50
- GN50E
- GS50
- Hi/-R/-UP/-UP R（ハイ）
- K50
- RC50
- RG50Γ
- RG50/E/T
- TS50ハスラー
- ZZ（ズィーツー）
- アドレス
- ウルフ（RT50）
- ウルフ50（TV50M）
- エポ（PV50）
- カーナ
- ギャグ（GAG）
- コレダスポーツ
- コレダスクランブラー
- ジェンマ50/クエスト
- シュート
- スージー
- スーパーモレ
- ストリートマジックII
- スワニー
- セピア
- チョイノリ
- ヴェルデ（Verde）
- マメタン（OR50）
- ミニタン（OM50）
- モードGT
- ラブ/III
- ランディー
- レッツ（Let's）/II
- レッツ4/パレット/バスケット
- レッツ5/G
- ユーディミニ
- 薔薇
- 蘭

#### 50cc超125cc以下（原付二種）
- AS90
- AC90
- A90
- A100
- T90/125
- DF125
- DR125S
- GN80
- GN125/E
- GP125
- GS125E（カタナ）
- GT125
- GP125
- K90/125
- RA125
- RG80E
- RG125/E
- RG125Γ
- RV75/90/125（バンバン）
- SX125R
- TS125R
- TF125
- アドレスV100 / アドレス110
- アドレスV125 / アドレスV125S
- ウルフ125
- ジェベル125
- ジェンマ80/90/125
- ジェンマクエスト90
- スウィッシュ
- ストリートマジック110/II
- バーディー70/80/90
- ヴェクスター125
- マローダー125
- バンバン125（2代目）

#### 125cc超250cc以下
- GT185
- ヴェクスター150
- アヴェニス150
- ウルフ200
- RG200Γ
- SX200R
- ジェベル200
- DF200
- TS200R
- 250SB（カワサキのOEM）
- DR250S
- GF250/S/SS
- GN250/E
- GS250FW
- GSX250E/T/L
- GSX250FX（カワサキのOEM）
- GSX250Sコブラ
- GSX250SSカタナ
- GSX-R250/R
- GT250
- NZ250/S
- RG250
- RG250Γ
- RGV250Γ / RGV-Γ250
- RH250
- RMX250
- SW-1
- TS250
- アクロス
- イントルーダーLC250
- ウルフ（TV250J）
- グース250
- ジェベル250XC
- ジェンマ
- バーグマン200
- バンディット250/Limited/V
- ボルティー（Volty）
- マローダー250

#### 250cc超400cc以下
- グース350
- SP370
- GT380
- GN400
- GS400E
- GSX400E
- GSX400FW
- GSX400Sカタナ
- バンディット400/Limited/V
- RG400Γ
- GSX400F/FII/FSインパルス
- GSX400L
- GSX F（GSX400F）
- GSX-R400
- RF400R/V
- イナズマ
- サベージ400
- スカイウェイブ400
- デスペラード400/X
- テンプター
- SV400/S
- DR350
- DR-Z400S/SM
- インパルス

#### 400cc超750cc以下
- GS500（E）/F
- RG500Γ
- GSX600F（KATANA600）
- RF600
- GS650G
- GSX650F
- DR650
- GR650
- SV650S
- サベージ650
- GT750
- GS750/E/G
- GSR400
- GSR750
- GSX750F（KATANA750）
- GSX750Sカタナ
- GSX750E
- GSF750

#### 750cc超
- VX800
- DR800
- TL1000S/TL1000R
- デスペラード800/X
- マローダー800
- イントルーダークラシック800
- RF900R
- GS1000
- SV1000S
- GSX1100F（KATANA1100）
- GSX1100Sカタナ
- GSX-R1000R
- GSX-R1100
- GSX-S1000F
- GSF1200
- GS1200SS
- バンディット1200
- GSX1400
- B-KING
- Vストローム1000/XT
- Vストローム1050XT
- マローダー1600

#### その他
コンセプトモデル
- ファルコラスティコ (1985年)
- ヌーダ (1987年)
- XF4 (1991年)
- XF425 (1991年)
- XF5 (1991年)
- X-8 (1991年)
- ジーストライダー (2003年)
- ストラトスフィア (2005年)
- バイプレーン (2007年)
- クロスケージ (2007年)
- リカージョン (2013年)
- フィール フリー ゴー! (2015年)
- エクストリガー
- スウィッシュ

輸出専用車種
- RE-5（輸出専用車種、日本唯一のロータリーエンジン搭載市販二輪車）
- XN85（輸出専用車種、650ccの過給器付きエンジンを搭載した。車名の85は85馬力から。）

## 四輪車種一覧

### OEM供給車種

#### マツダへのOEM供給車種
- スクラムバン（1989年6月 - ）（エブリイ）
- スクラムトラック（1989年6月 - ）（キャリイ）
- キャロル（1998年10月 - ）（アルト）
- スクラムワゴン（1999年12月 - ）（エブリイワゴン）
- フレアワゴン（2012年6月 - ）[1]（スペーシア・スペーシアカスタム・スペーシアギア）
- フレア（2012年10月 - ）[2]（ワゴンR）
- フレアクロスオーバー（2013年12月 - ）[3]（ハスラー）

#### 三菱自動車工業へのOEM供給車種
- デリカD:2/デリカD:2カスタム（2011年2月 - ）[4]（ソリオ・ソリオバンディット）
- ミニキャブバン（2014年2月 - ）[5]（エブリイ）
- ミニキャブトラック（2014年2月 - ）[5]（キャリイ）
- タウンボックス（2014年2月 - ）[5]（エブリイワゴン）

#### 日産自動車へのOEM供給車種
- NV100クリッパー → クリッパーバン（2013年12月 - ）[6]（エブリイ）
- NT100クリッパー → クリッパートラック（2013年12月 - ）[6]（キャリイ）
- NV100クリッパーリオ → クリッパーリオ（2013年12月 - ）[6]（エブリイワゴン）

### 今後の車種展開

#### メーカーより今後発売が公表されている車種
- ジムニーノマド（既存のジムニー5ドアの日本仕様モデル、2025年1月30日公式発表、同年4月3日発売予定[15]）
- eビターラ（スズキ初のBEV。2024年11月4日公式発表、2025年夏以降に欧州・インド・日本で発売予定[16]）

### コンセプト
- スズキ・Go コンセプト（1972年）
- スズキ・CV-1（1981年）
- スズキ・R/S1（1985年）
- スズキ・RS-1（1986年）
- スズキ・RS-3（1987年）
- スズキ・RT-1（1987年）
- スズキ・エリアコンセプト（1987年）
- スズキ・Constellation（1989年）
- スズキ・SPRY（1991年）
- スズキ・CUE（1991年）
- スズキ・X90コンセプト（1993年）
- スズキ・EE-10 コンセプト（1993年）
- スズキ・UR-1（1995年）
- スズキ・UT-1（1995年）
- スズキ・C2（1997年）
- スズキ・CT-1（1997年）
- スズキ・MR-wagon（1999年）
- スズキ・Pu3-commuter（1999年）
- スズキ・EV-sport（1999年）
- スズキ・XL6（2000年）
- スズキ・GSX-R/4（2001年）
- スズキ・SX（2001年）
- スズキ・Covie（2001年）
- スズキ・コンセプトS（2002年）
- スズキ・ハヤブサ・スポーツ プロトタイプ（2002年）
- スズキ・コンセプトS2（2003年）
- スズキ・ランドプリーズ（2003年）
- スズキ・S-RIDE（2003年）
- スズキ・モバイルテラス（2003年）
- スズキ・MRワゴン FCV（2003年）
- スズキ・ワゴンR FCV（2003年）
- スズキ・ツイン・マイ・スタイル（2003年）
- スズキ・コンセプトX（2005年）
- スズキ・コンセプトX2（2005年）
- スズキ・P.X（2005年）
- スズキ・IONIS（2005年）
- スズキ・LC（2005年）
- スズキ・マムズ・パーソナルワゴン（2005年）
- スズキ・デューン・グランドビターラ（2005年）
- スズキ・ワゴンR・ストリートスポーツコンセプト（2005年）
- スズキ・ウェイブコンセプト（2006年）
- スズキ・SX4 WRCコンセプト（2006年）
- スズキ・Sea コンセプト（2006年）
- スズキ・Zuk コンセプト（2006年）
- スズキ・プロジェクト・スプラッシュ（2006年）
- スズキ・コンセプト A-Star（2007年）
- スズキ・SSC（2007年）
- スズキ・ピクシー（2007年）
- スズキ・シェアリング コーチ（2007年）
- スズキ・コンセプト・キザシ（2007年）
- スズキ・コンセプト・キザシ2（2007年）
- スズキ・X-HEAD（2007年）
- スズキ・マカイ・コンセプト（2007年）
- スズキ・コンセプト・キザシ3（2008年）
- スズキ・SX4t コンセプト（2008年）
- スズキ・SXForce コンセプト（2008年）
- スズキ・アルト・コンセプト（2009年）
- スズキ・スイフト・プラグイン・ハイブリッド（2009年）
- スズキ・SX4-FCV（2009年）
- スズキ・MIO（2009年）
- スズキ・ラパン・コンバーチブル コンセプト（2009年）
- スズキ・コンセプト RIII（2010年）
- スズキ・コンセプトG（2011年）
- スズキ・レジーナ（2011年）
- スズキ・クロスハイカー（2011年）
- スズキ・スイフト S-コンセプト（2011年）
- スズキ・Q-concept（2011年）
- スズキ・Sクロス コンセプト（2012年）
- スズキ・スイフト・レンジエクステンダー（2012年）
- スズキ・アルト K10 Xlerate コンセプト（2012年）
- スズキ・X-LANDER（2013年）
- スズキ・ハスラー クーペ（2013年）
- スズキ・iV-4（2013年）
- スズキ・A：Wind（2013年）
- スズキ・XAアルファ（2013年）
- スズキ・コンセプト・アリビオ（2014年）
- スズキ・コンセプト・シアズ（2014年）
- スズキ・ハスラー カスタマイズ（2014年）
- スズキ・スペーシアカスタム S-コンセプト（2014年）
- スズキ・iM-4（2015年）
- スズキ・iK-2（2015年）
- スズキ・エアトライサー（2015年）
- スズキ・マイティデッキ（2015年）
- スズキ・イグニス ウォーターアクティビティーコンセプト（2016年）
- スズキ・イグニス トレイルコンセプト（2016年）
- スズキ・e-SURVIVOR（2017年）
- スズキ・スペーシア コンセプト（2017年）
- スズキ・キャリイ軽トラいちコンセプト（2017年）
- スズキ・Future S（2018年）
- スズキ・WAKUスポ（2019年）
- スズキ・HANARE（2019年）
- スズキ・ハスラーコンセプト（2019年）
- スズキ・スイフト・エクストリーム・コンセプト（2019年）
- スズキ・エルティガ・コンセプト（2019年）
- スズキ・FUTURO-e（2020年）
- スズキ・ミサノ（2021年）
- スズキ・ビジョン・グランツーリスモ（2022年）
- スズキ・eVX（2023年）
- スズキ・eWX（2023年）
- スズキ・スイフトコンセプト（2023年）
- スズキ・スペーシア コンセプト/スペーシアカスタム コンセプト（2023年）
- スズキ・eエブリイ コンセプト（2023年）

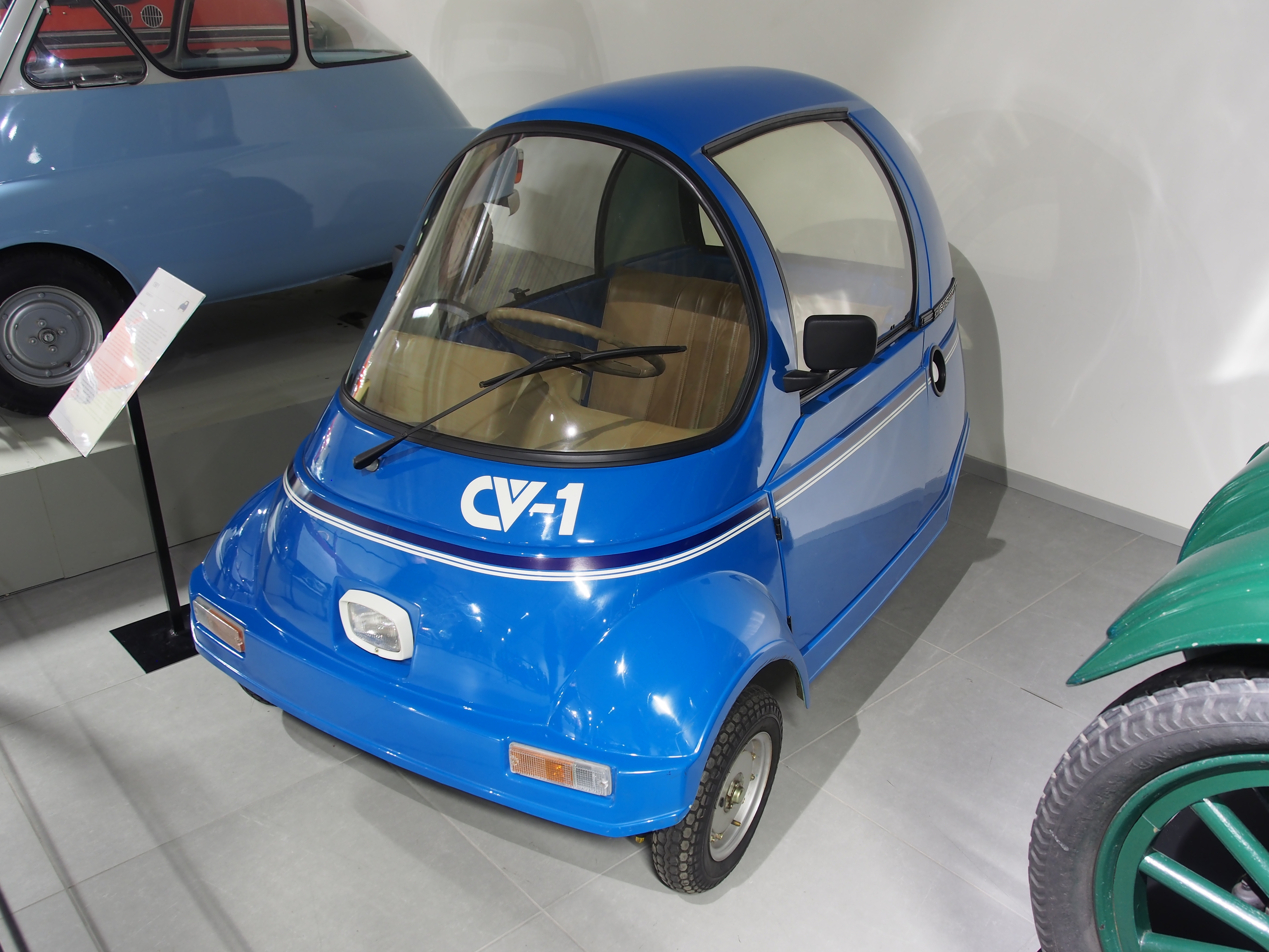
CV-1（1981年）
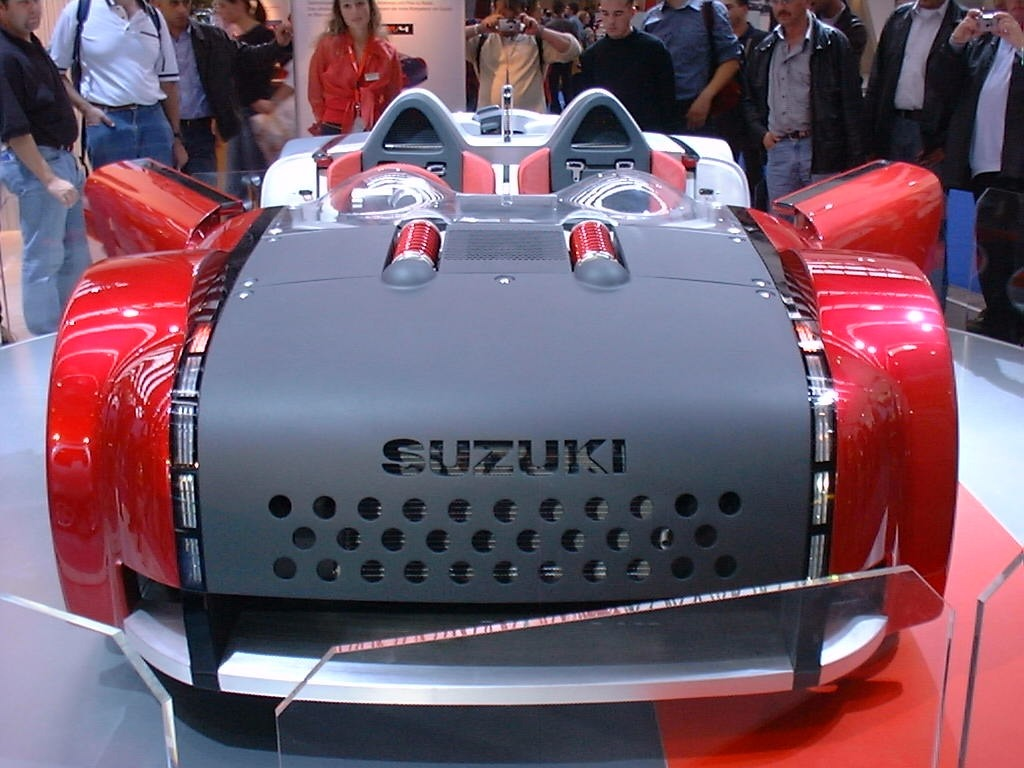
GSX-R/4（2001年）
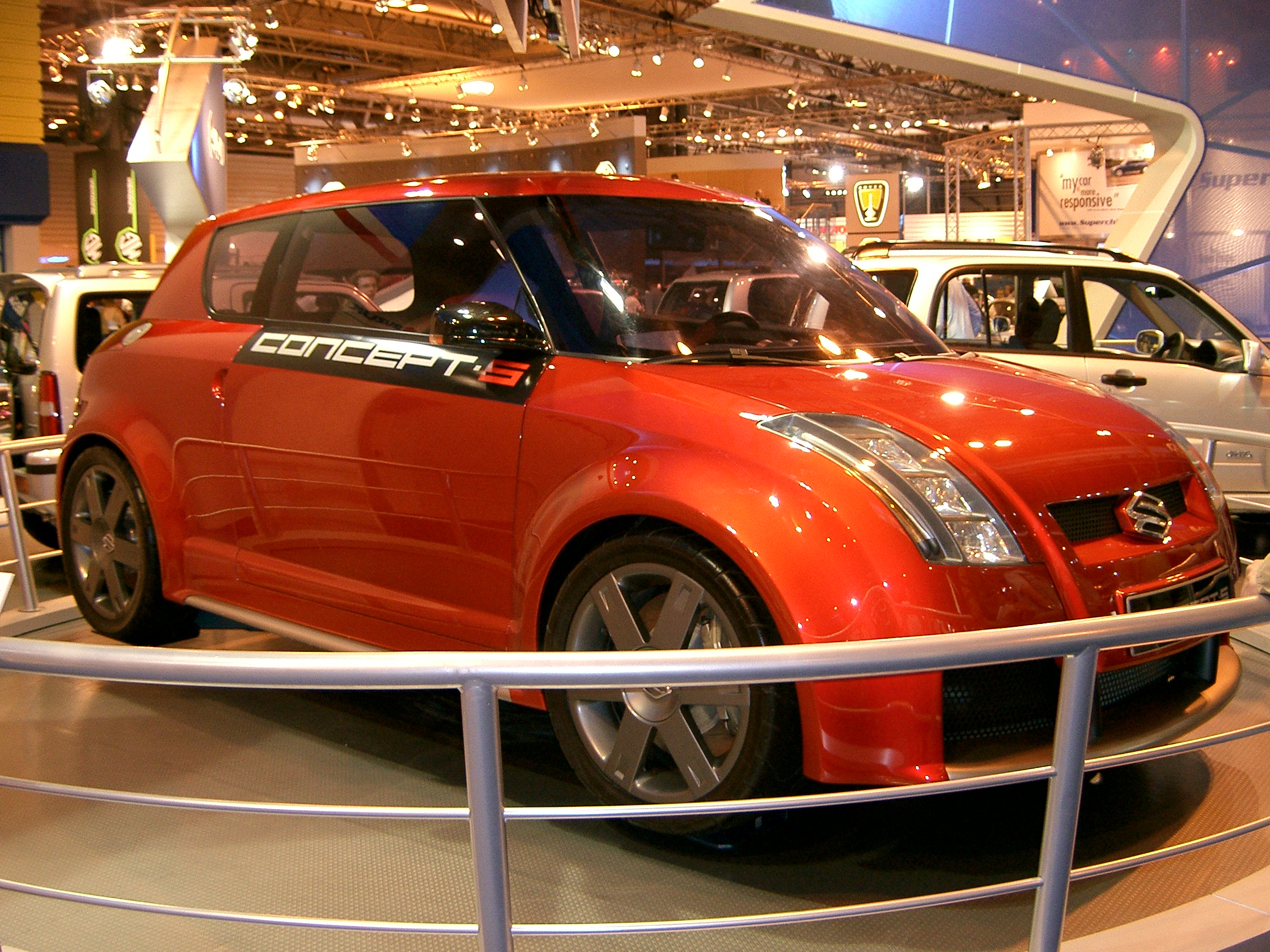
コンセプトS（2002年）
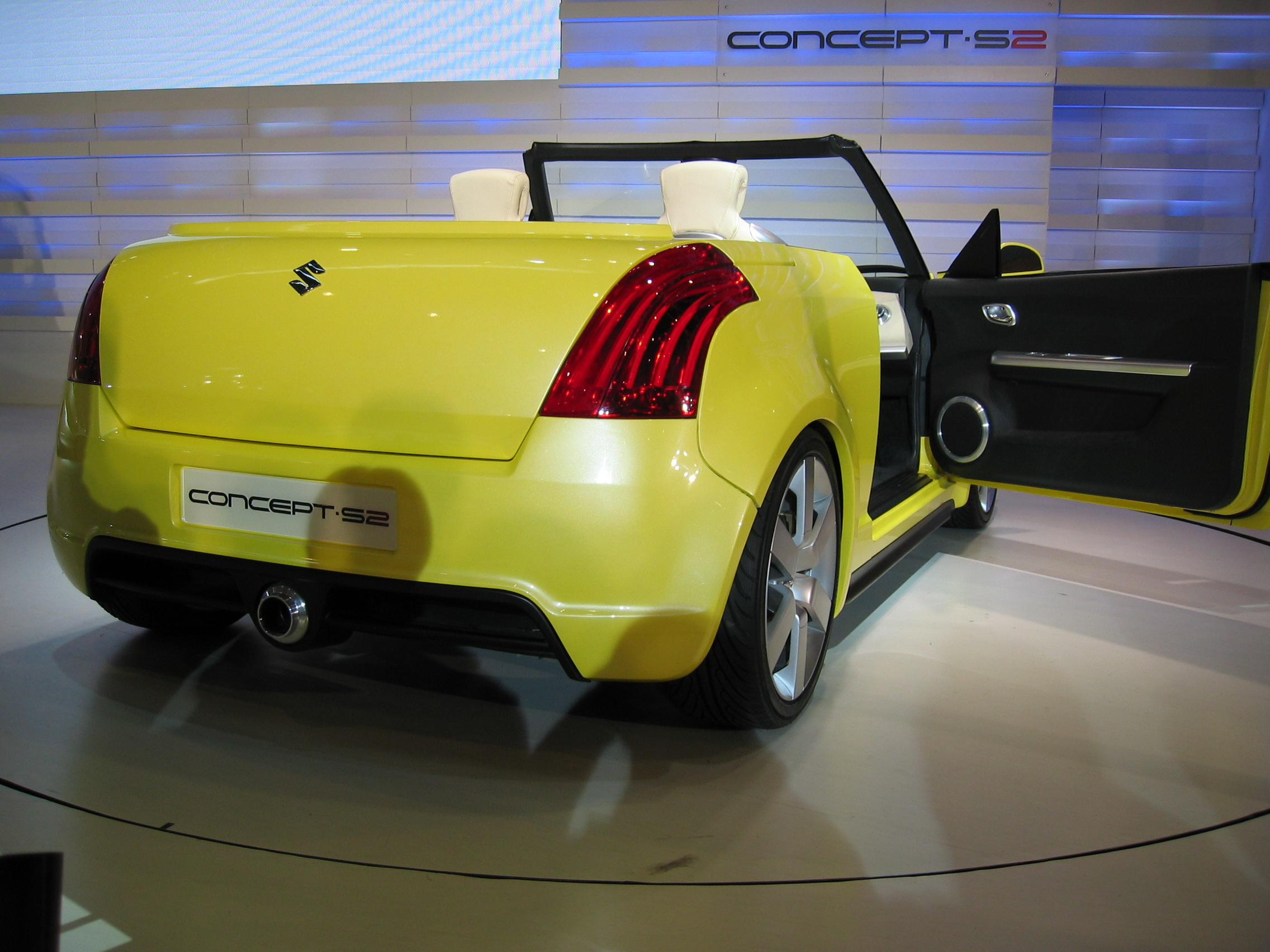
コンセプトS2（2003年）
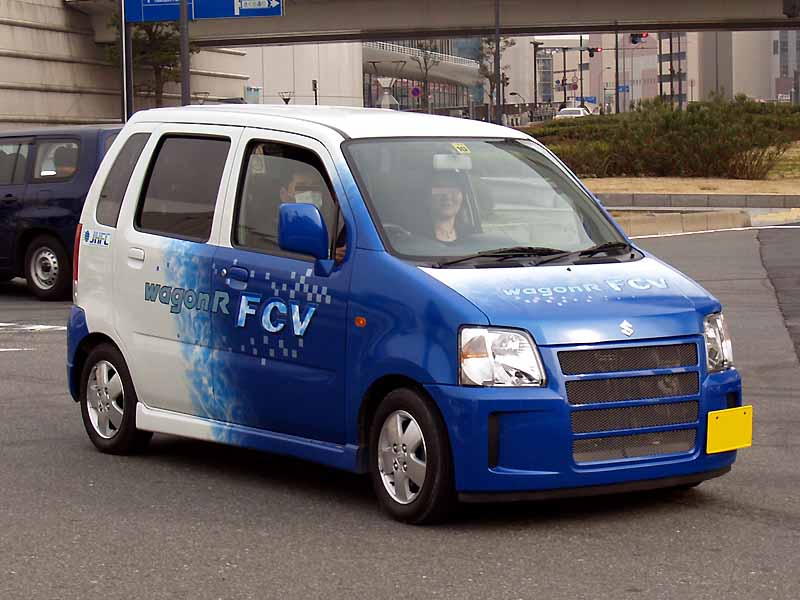
ワゴンR FCV（2003年）
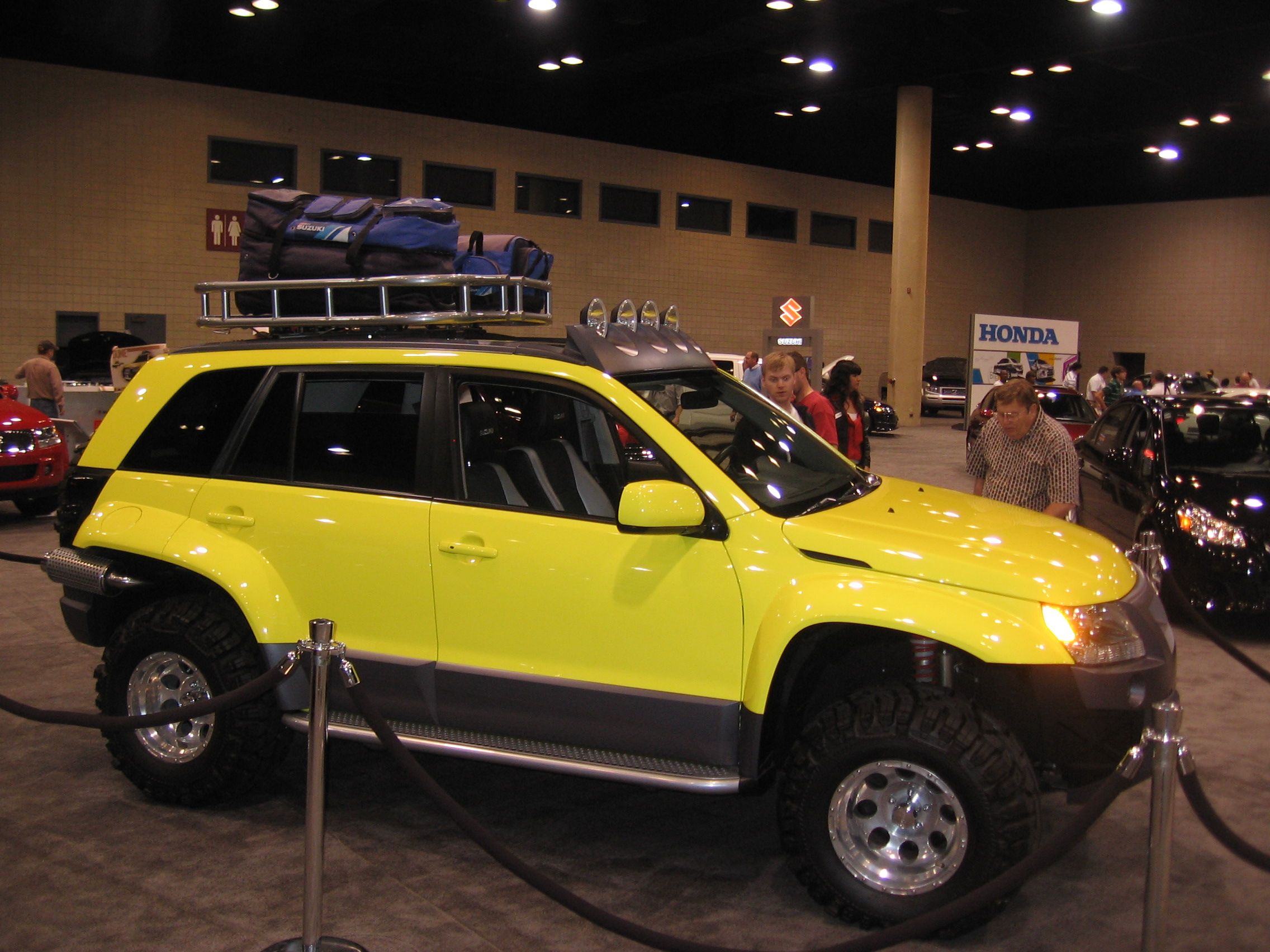
デューン・グランドビターラ（2005年）
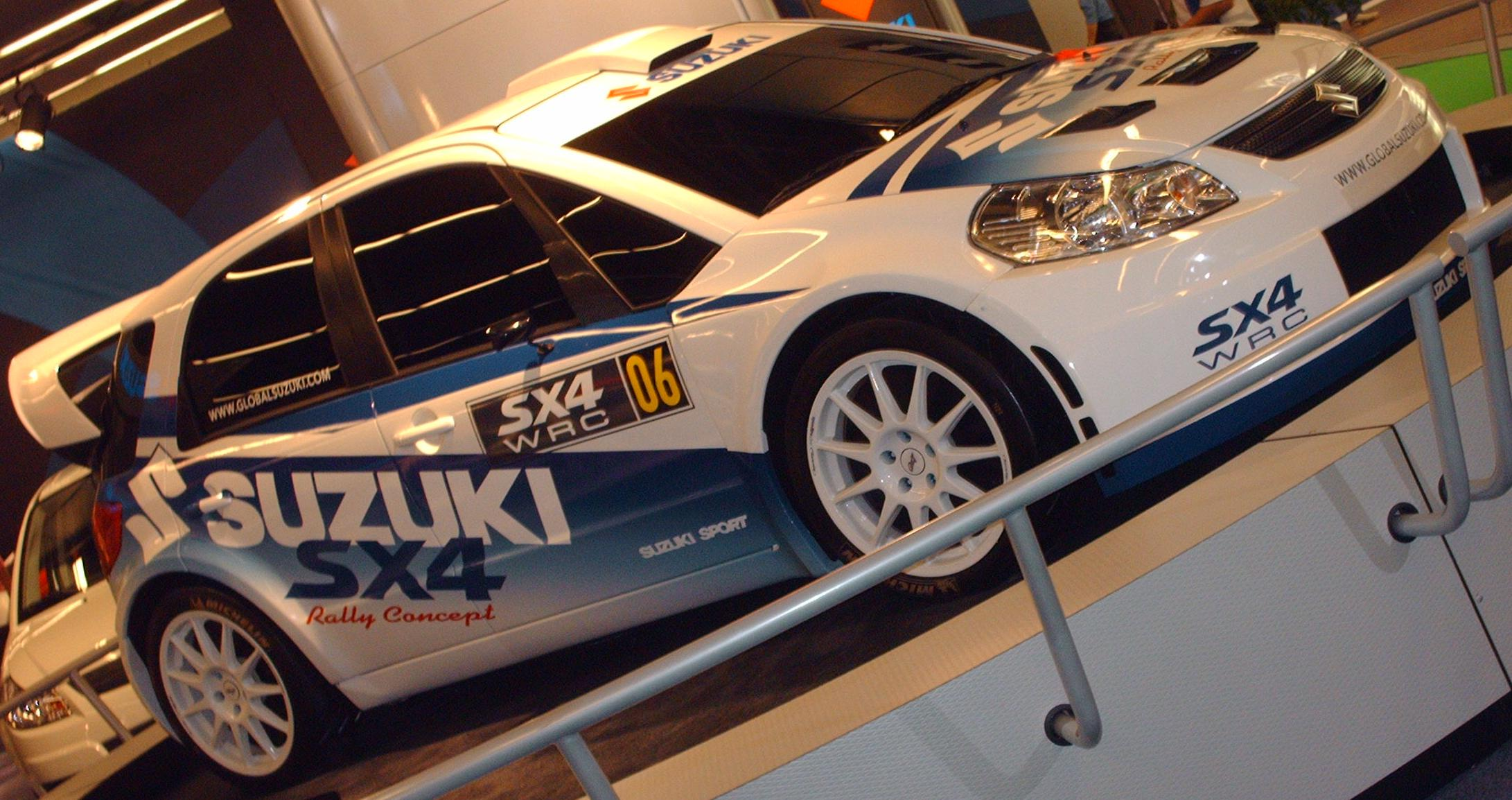
SX4 WRCコンセプト（2006年）
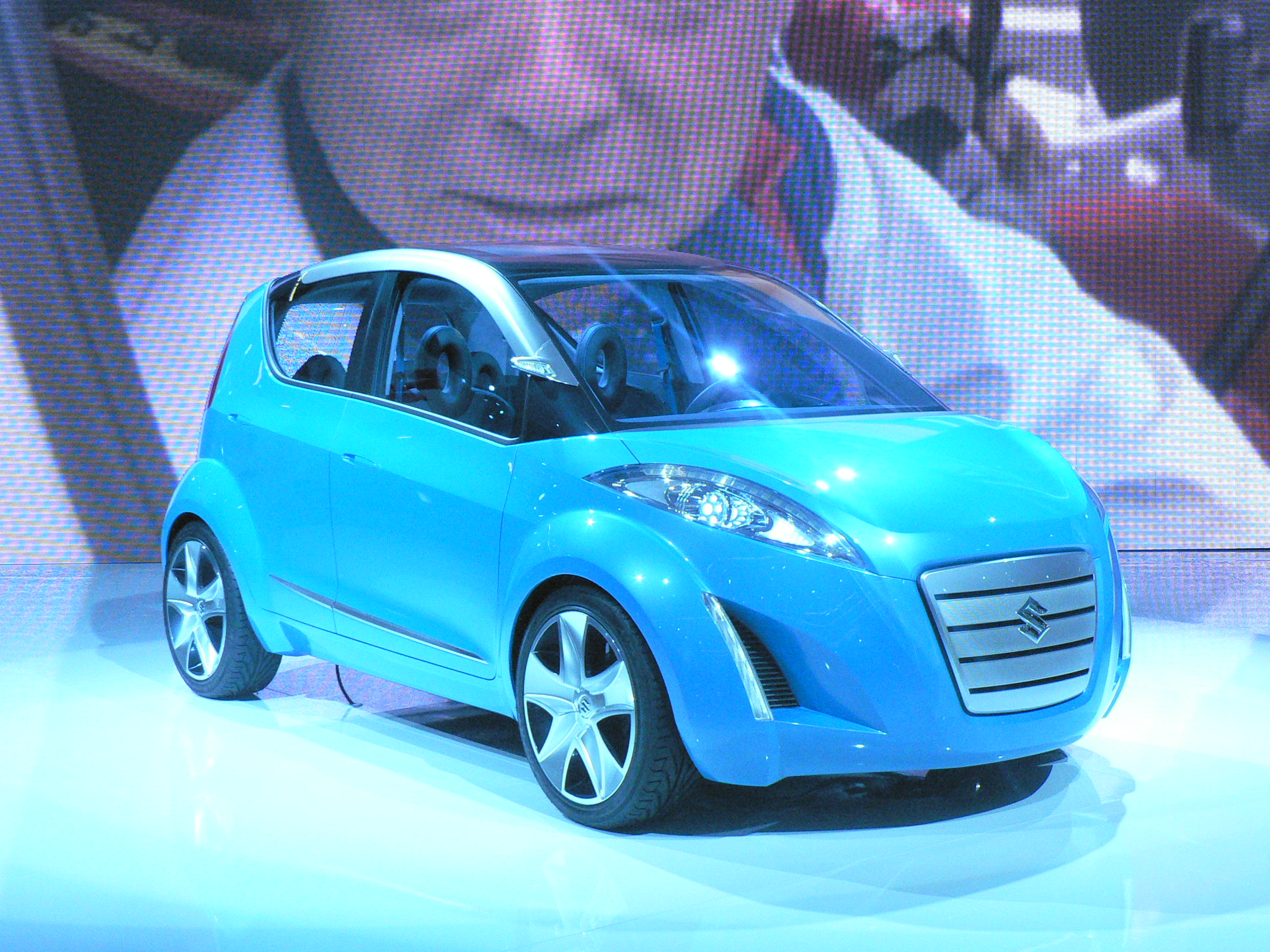
プロジェクト・スプラッシュ（2006年）
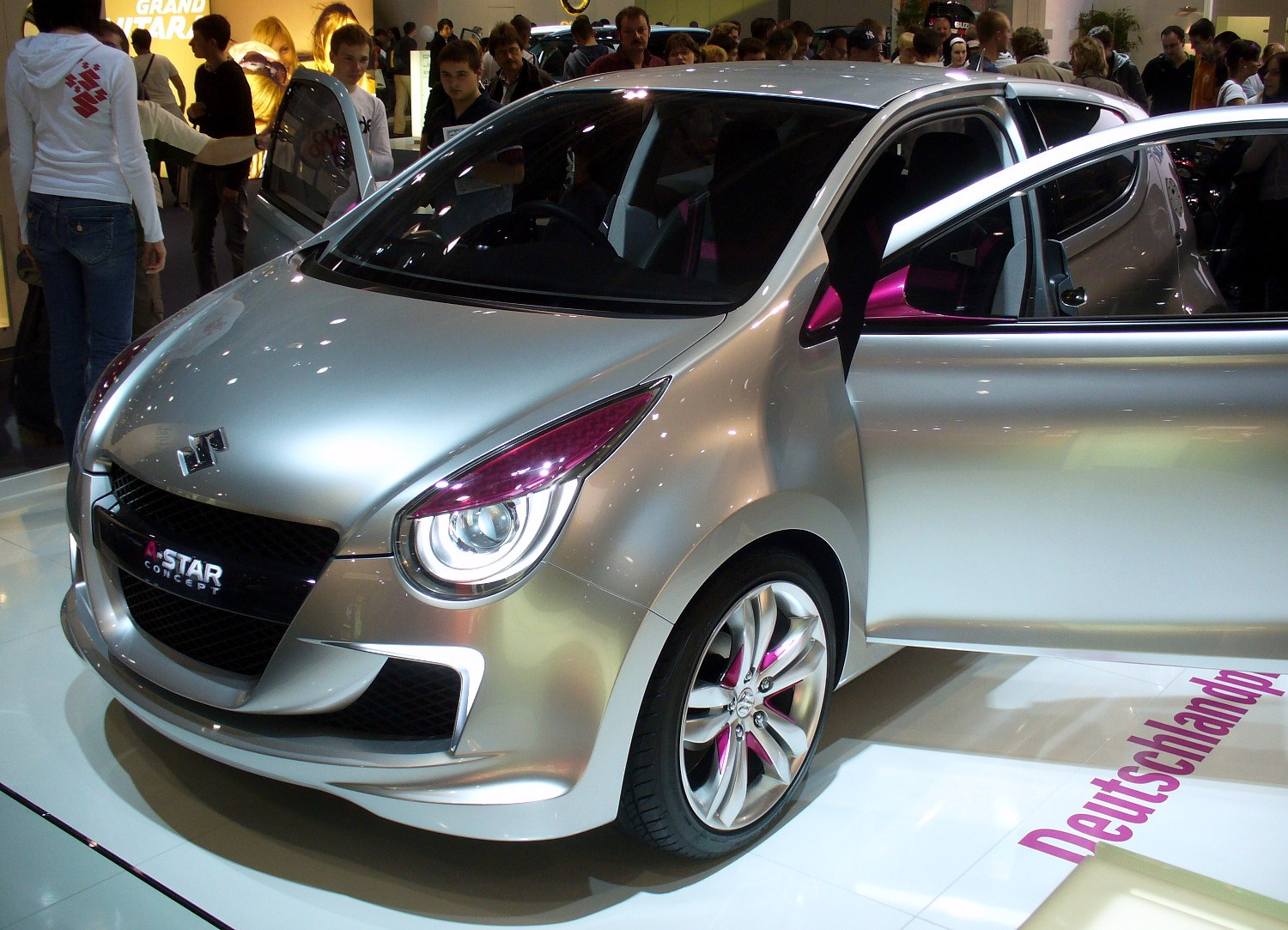
コンセプト A-Star（2007年）
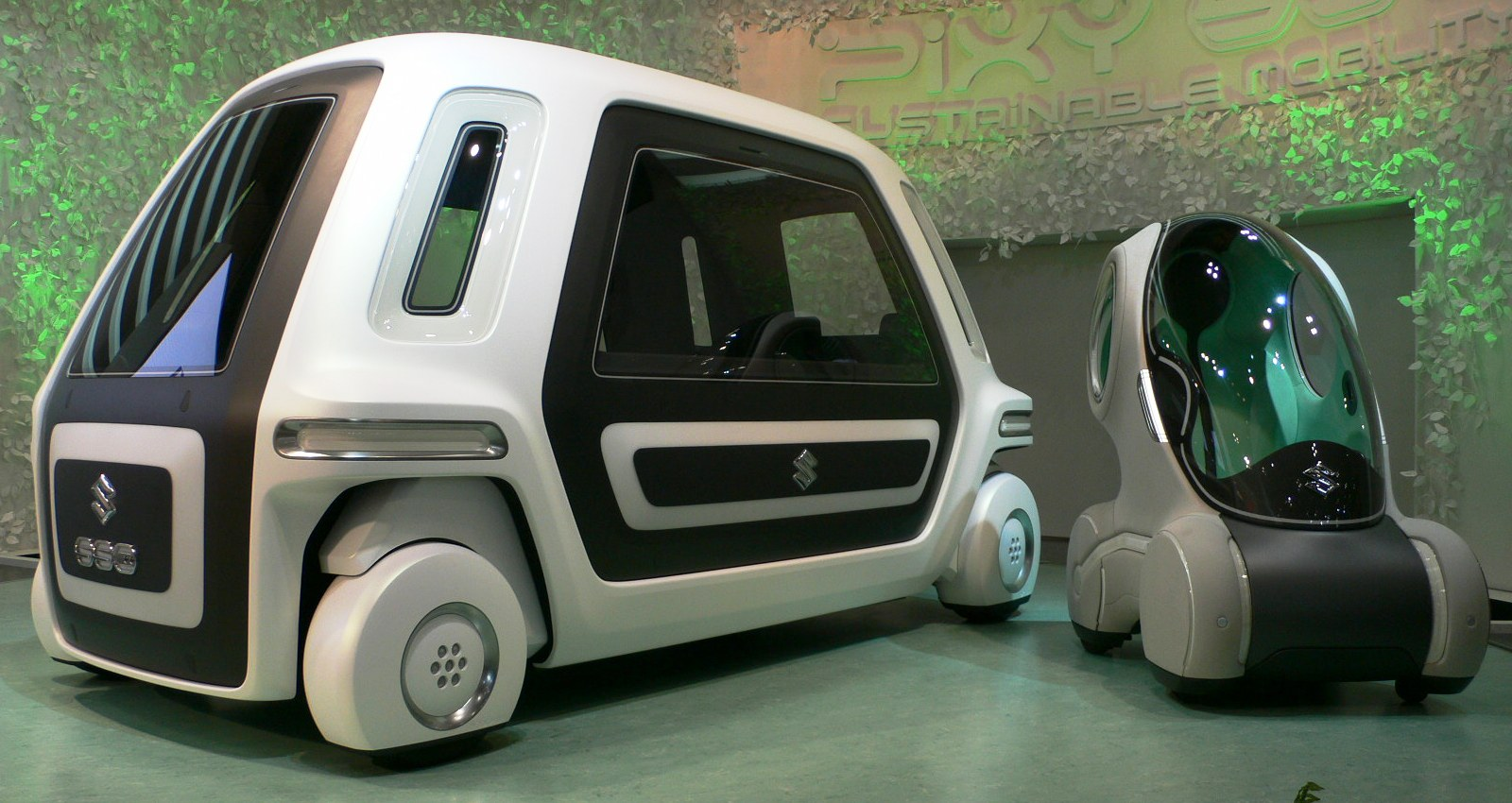
SSC＆ピクシー（2007年）
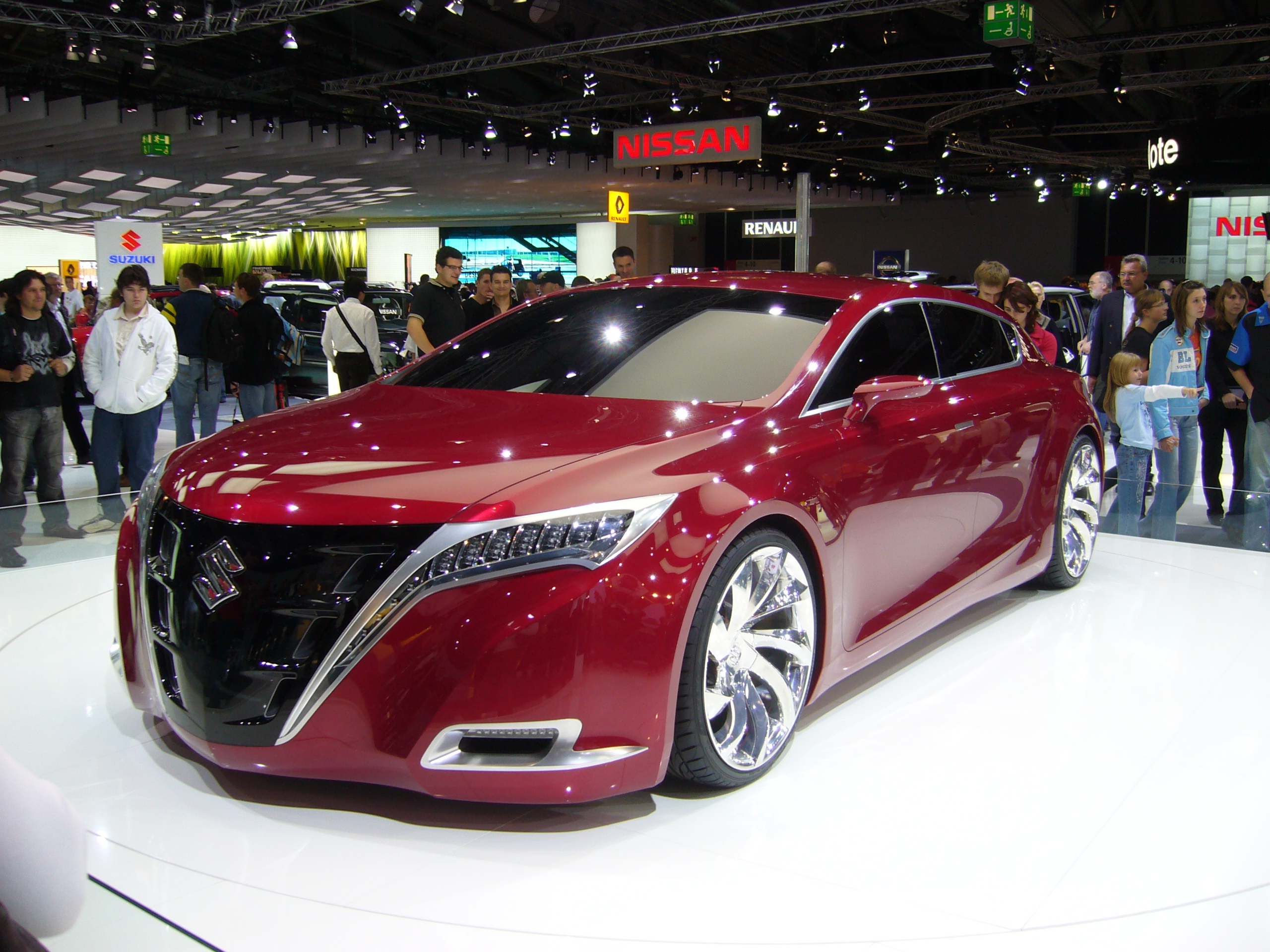
コンセプト・キザシ（2007年）
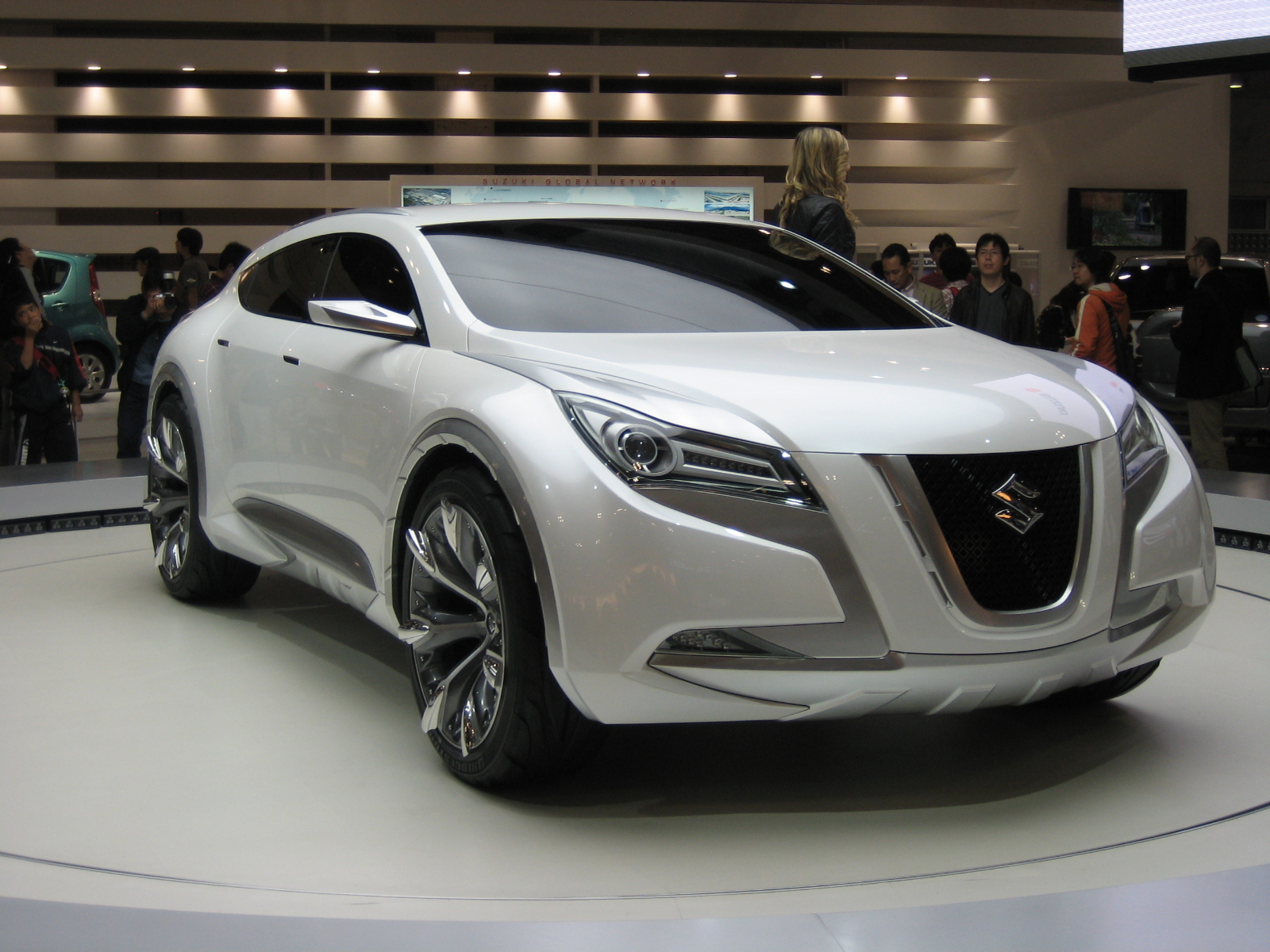
コンセプト・キザシ2（2007年）
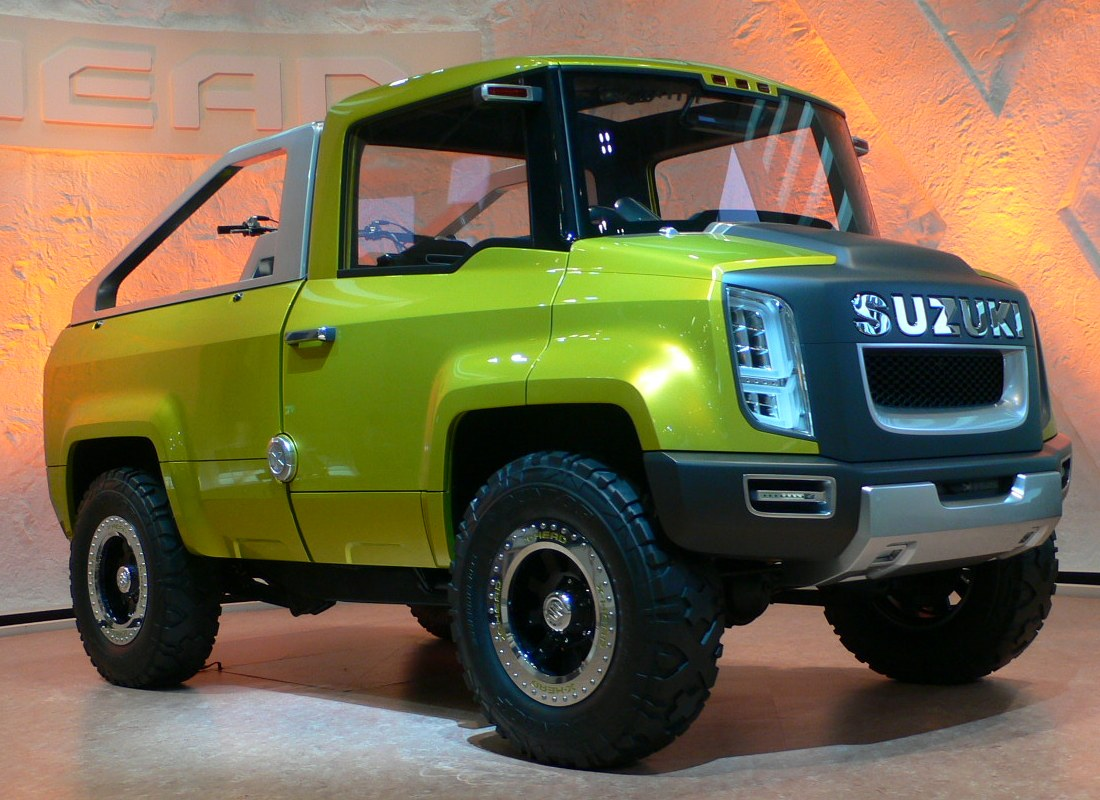
X-HEAD（2007年）
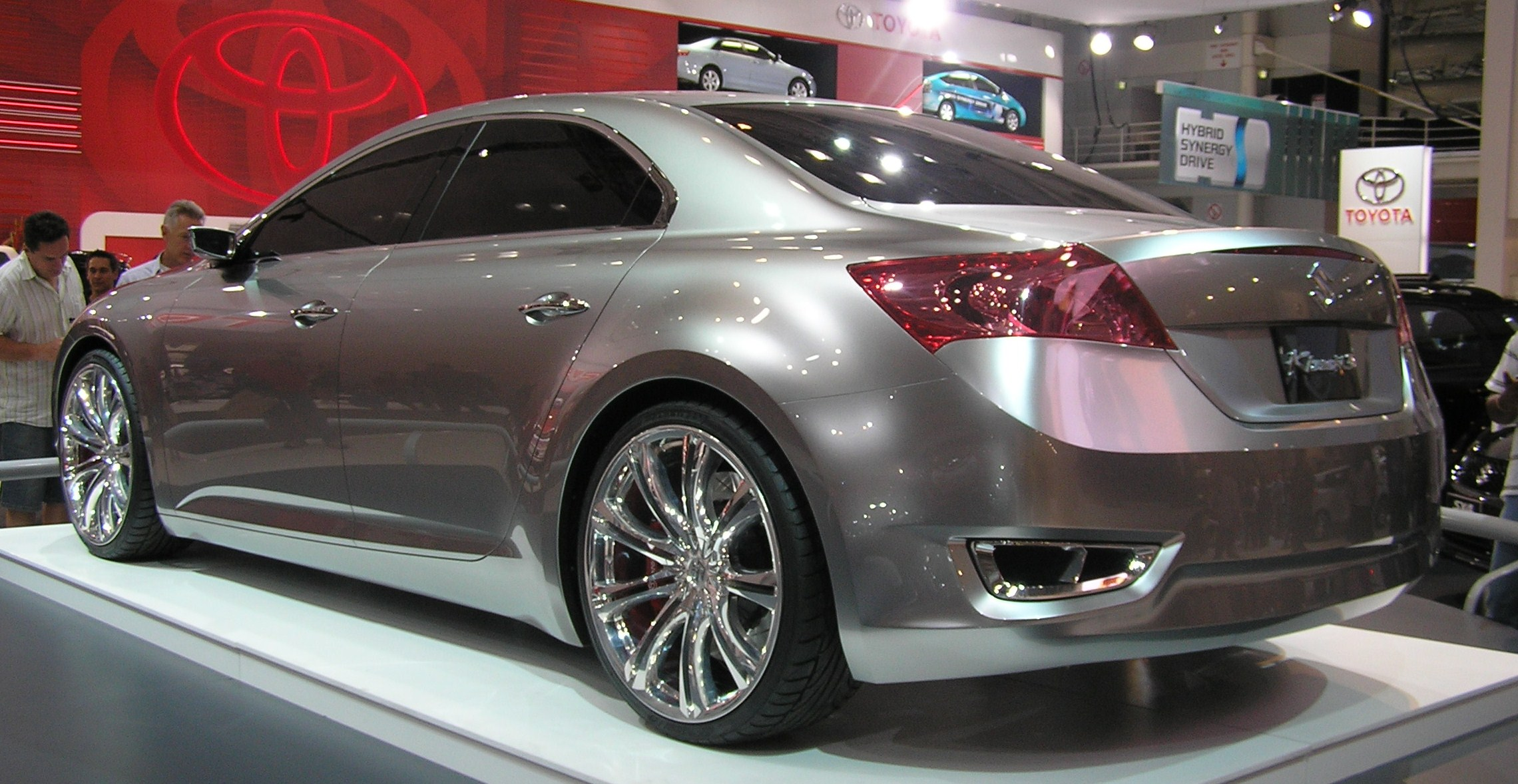
コンセプト・キザシ・3（2008年）
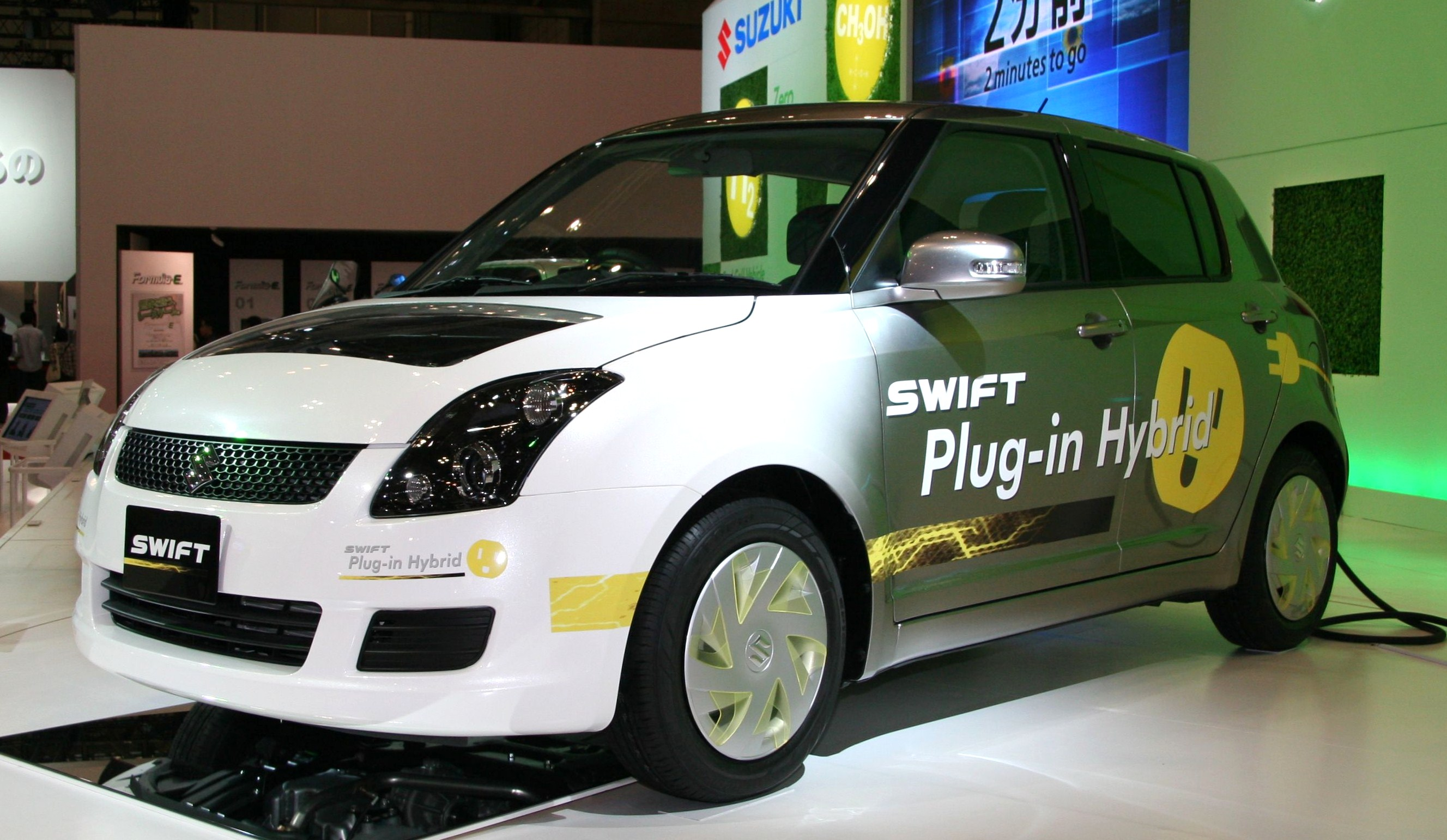
スイフト・プラグイン・ハイブリッド（2009年）
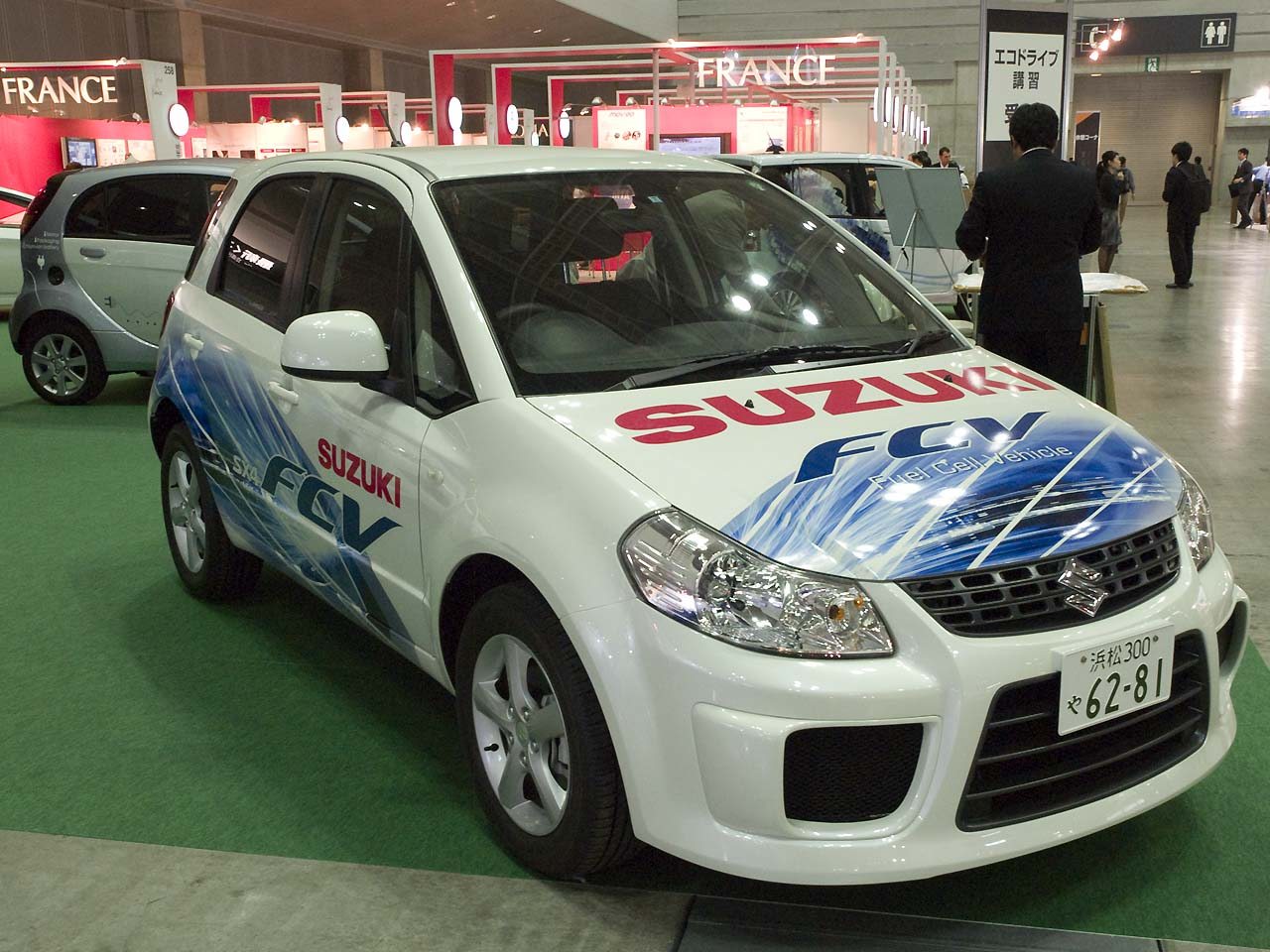
SX4-FCV（2009年）
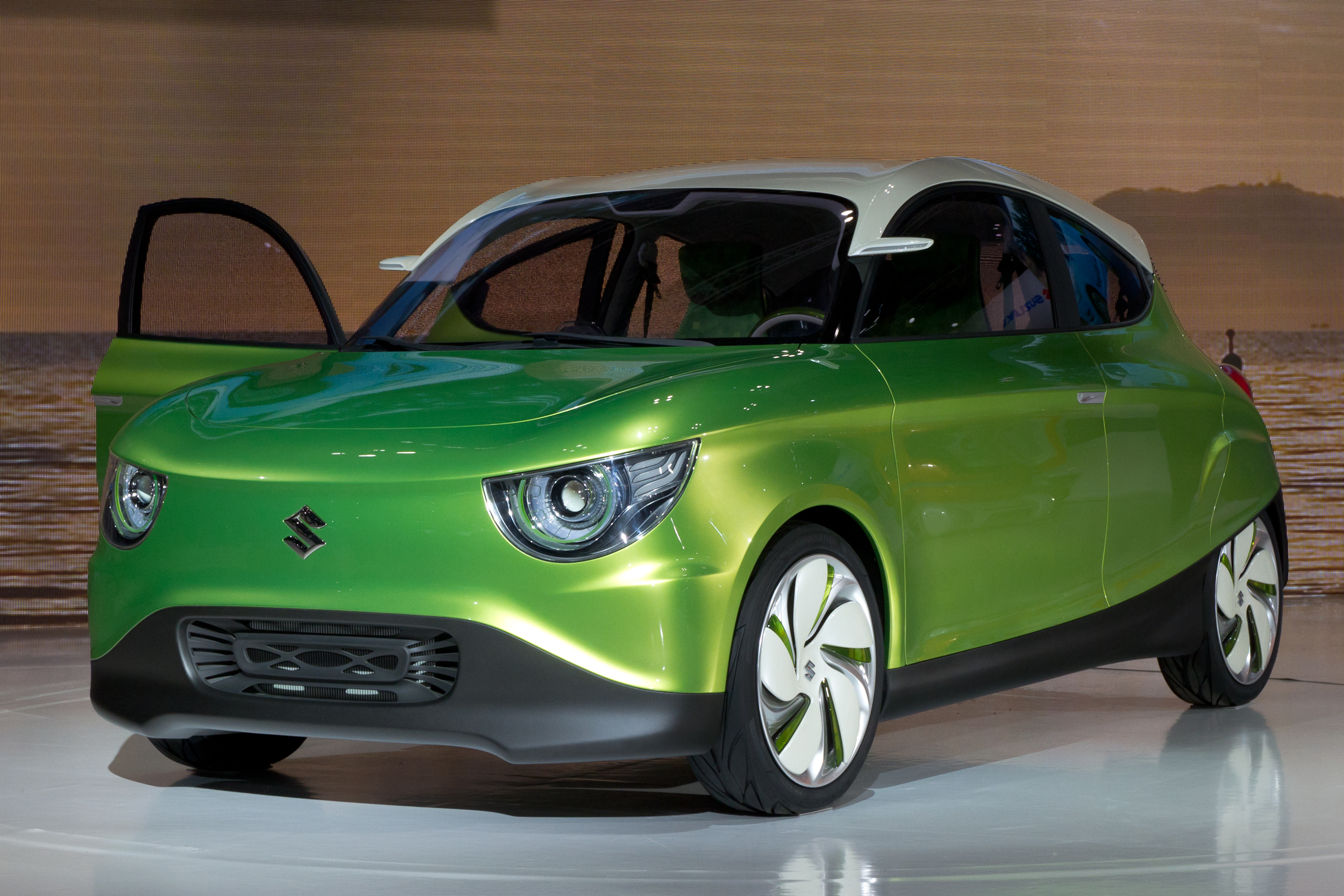
レジーナ（2011年）
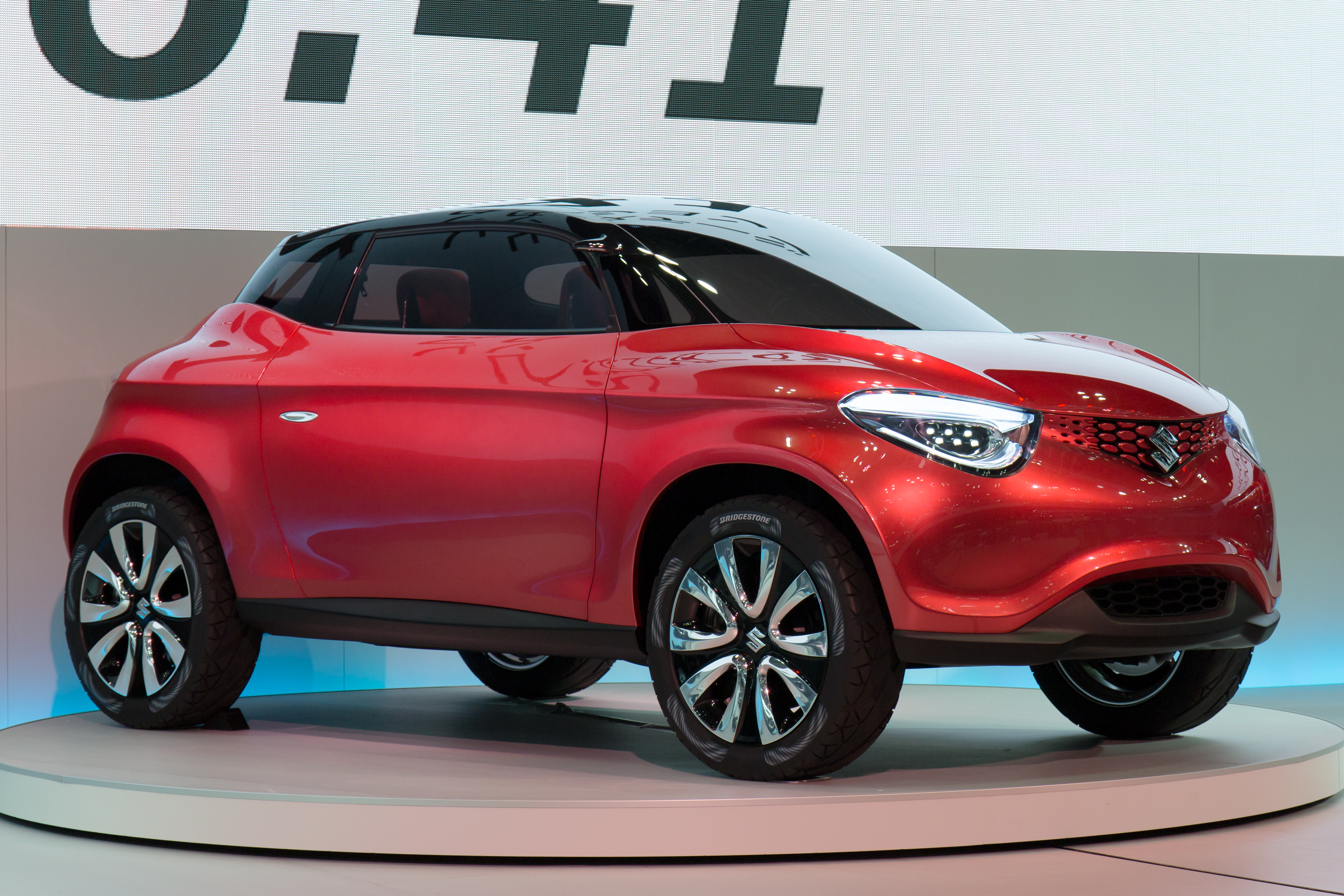
クロスハイカー（2011年）
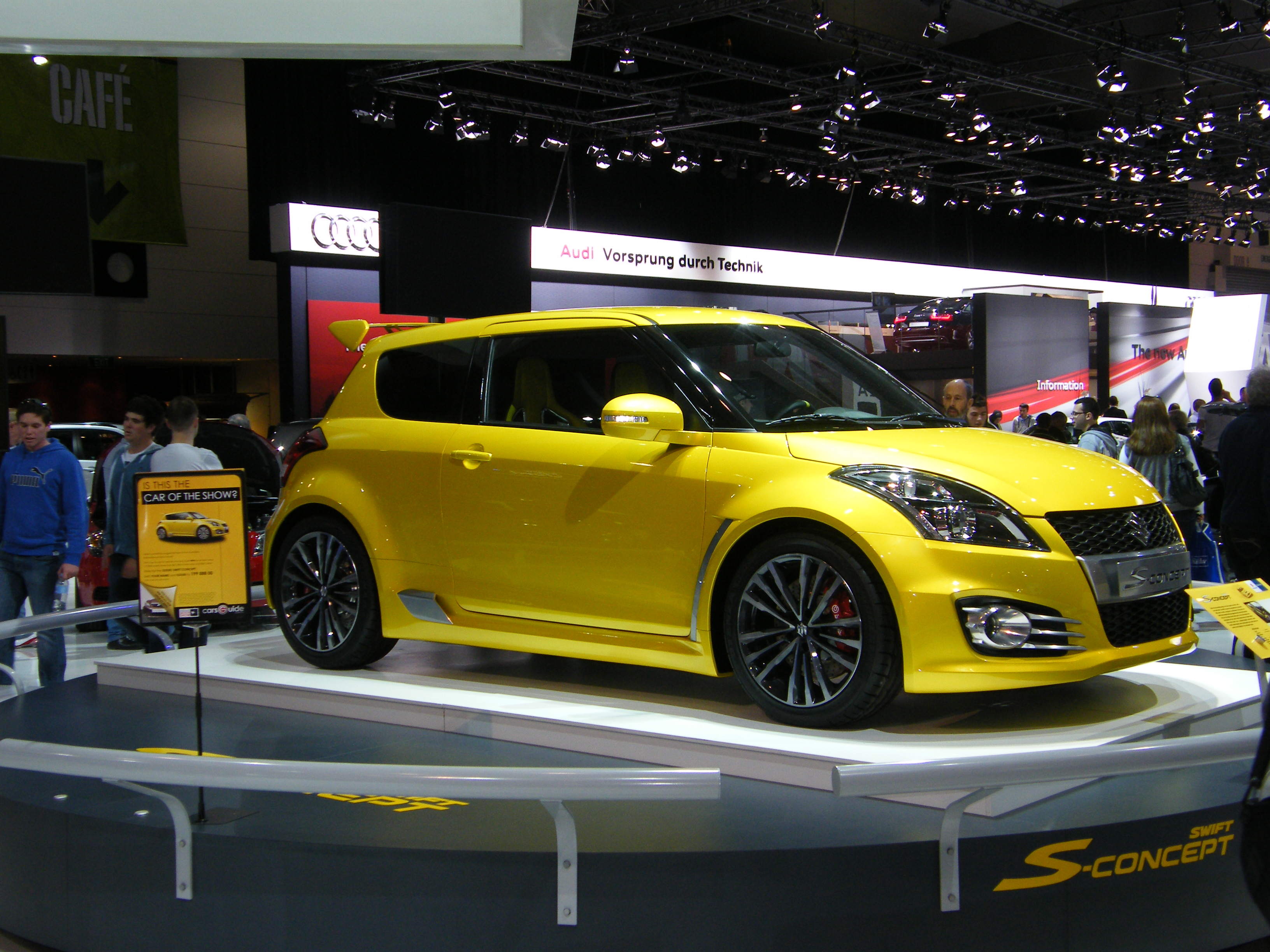
スイフト S-コンセプト（2011年）
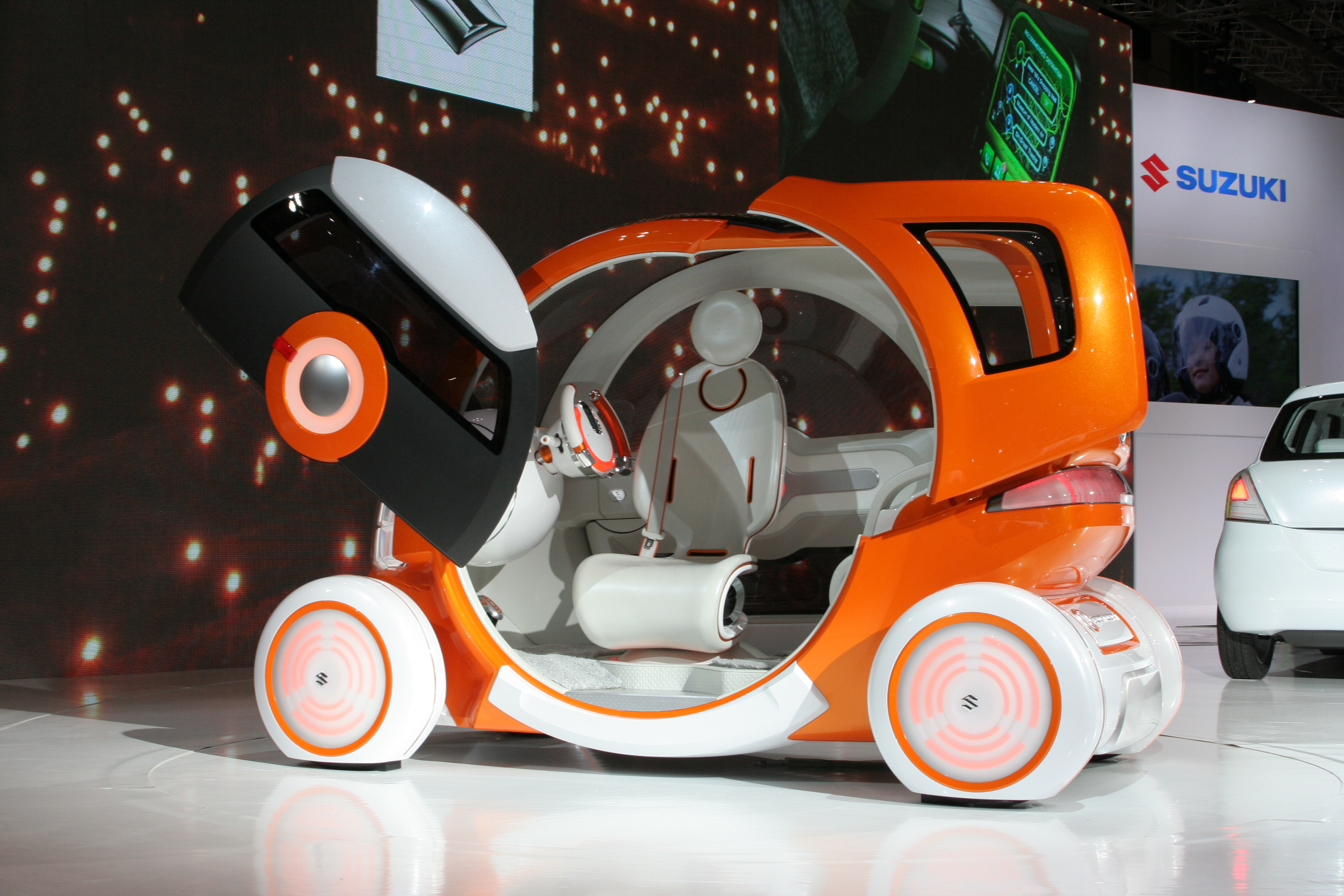
Q-Concept（2011年）
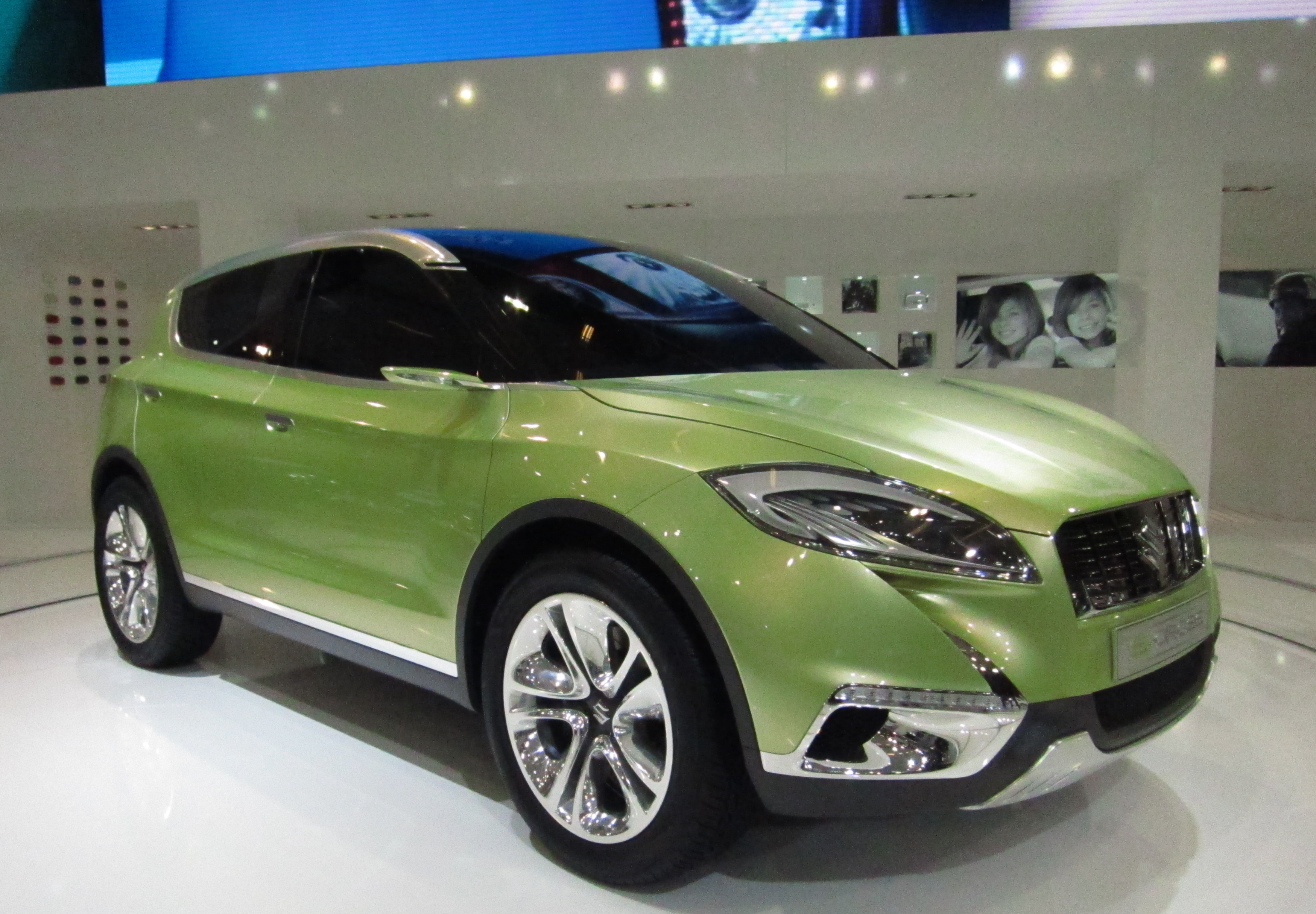
Sクロス コンセプト（2012年）
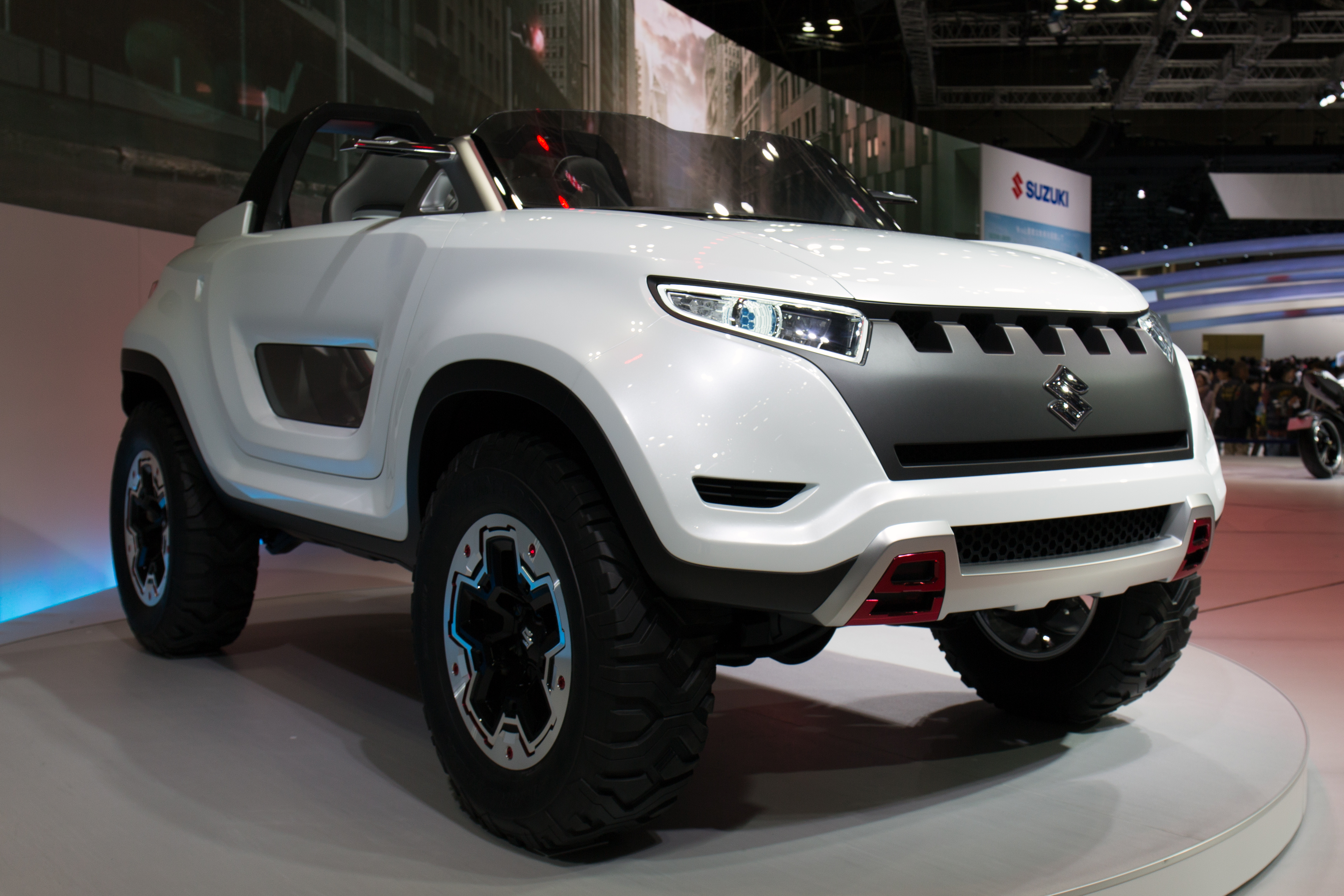
X-LAMDER（2013年）
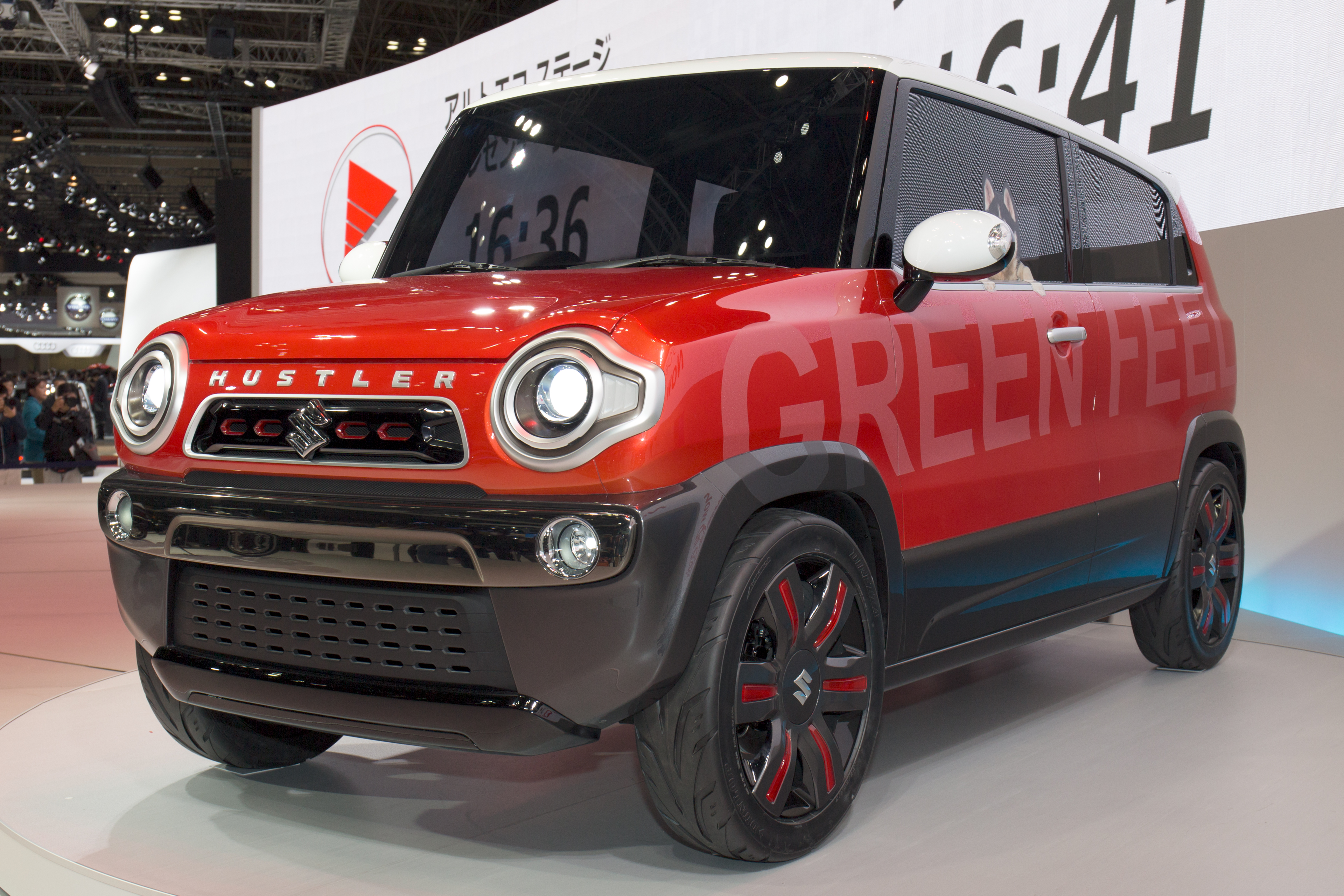
ハスラー クーペ（2013年）
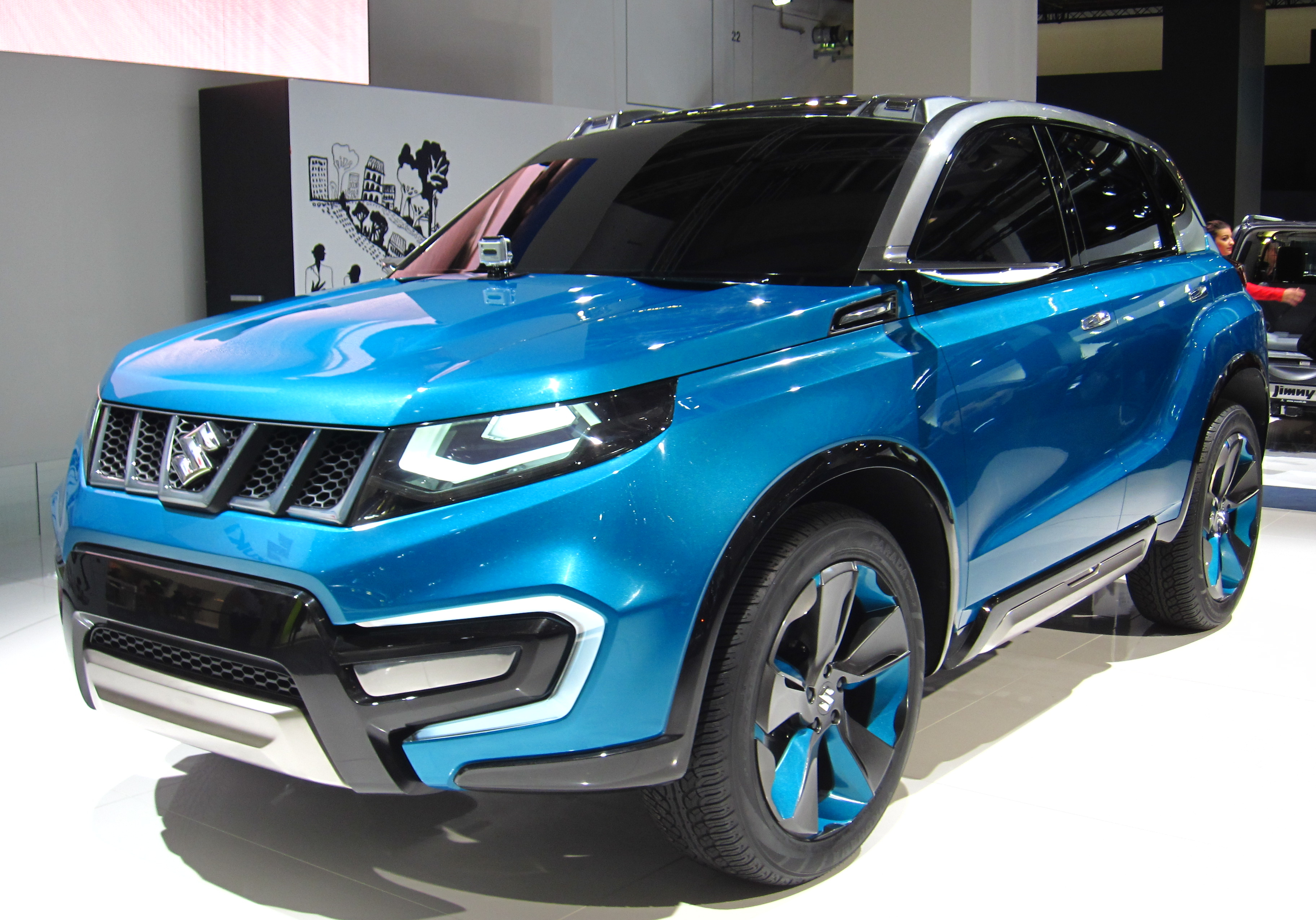
iV-4（2013年）
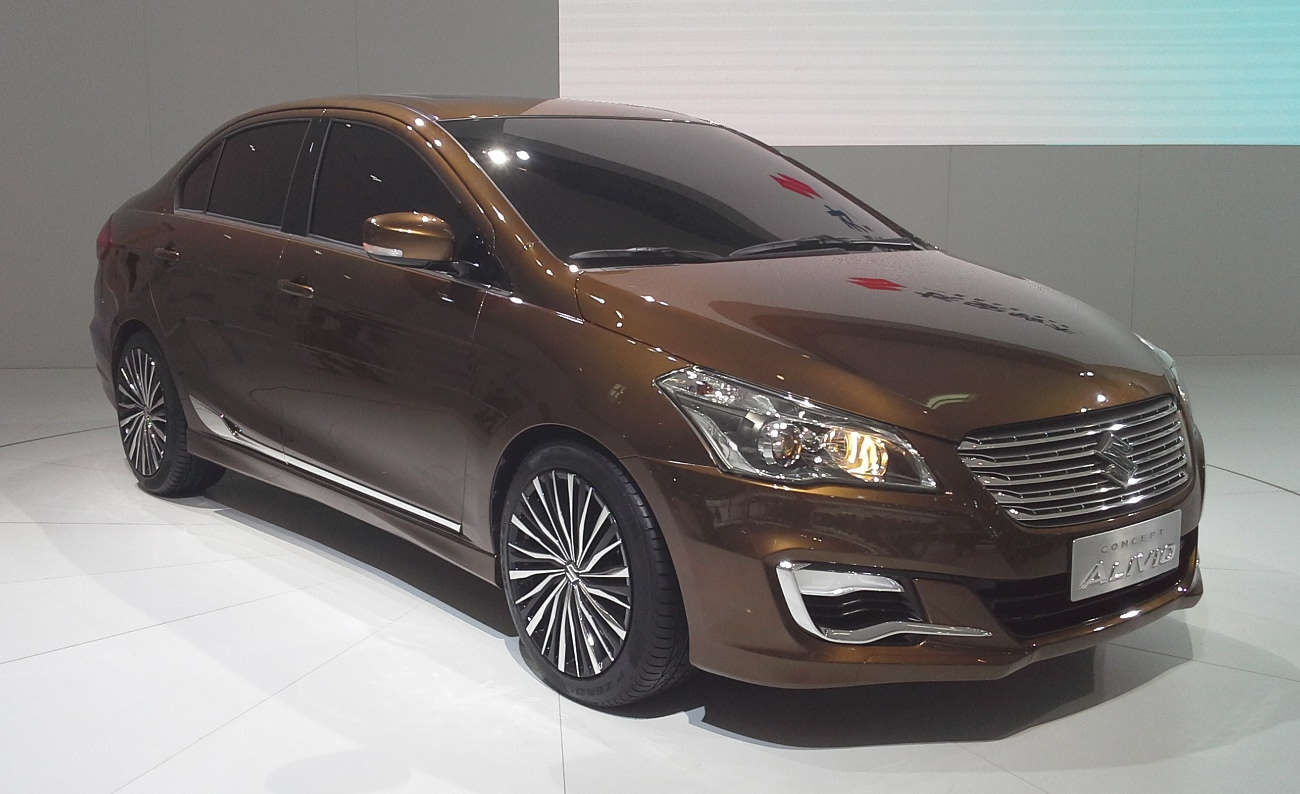
コンセプト・アリビオ（2014年）
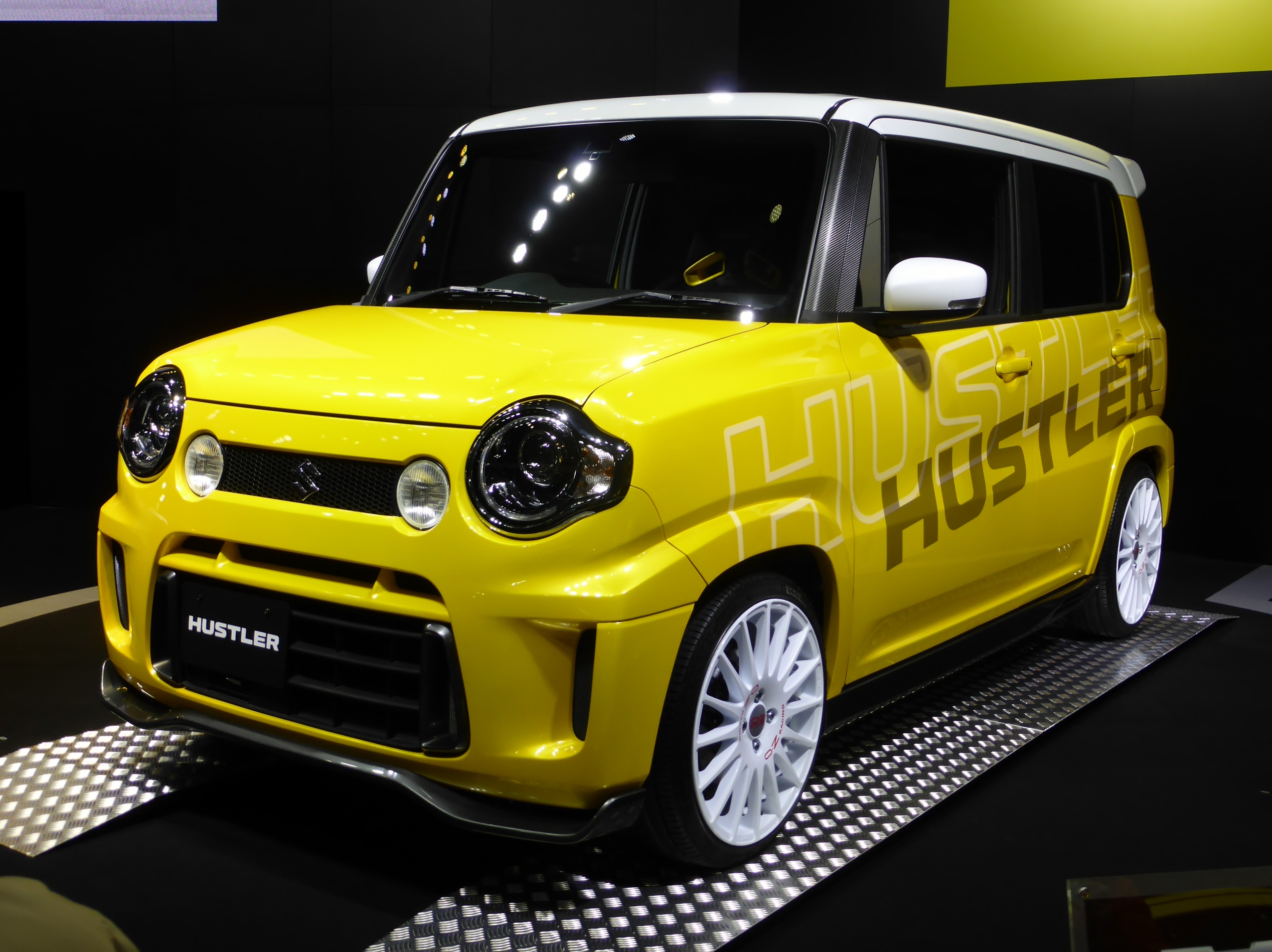
ハスラー カスタマイズ（2014年）
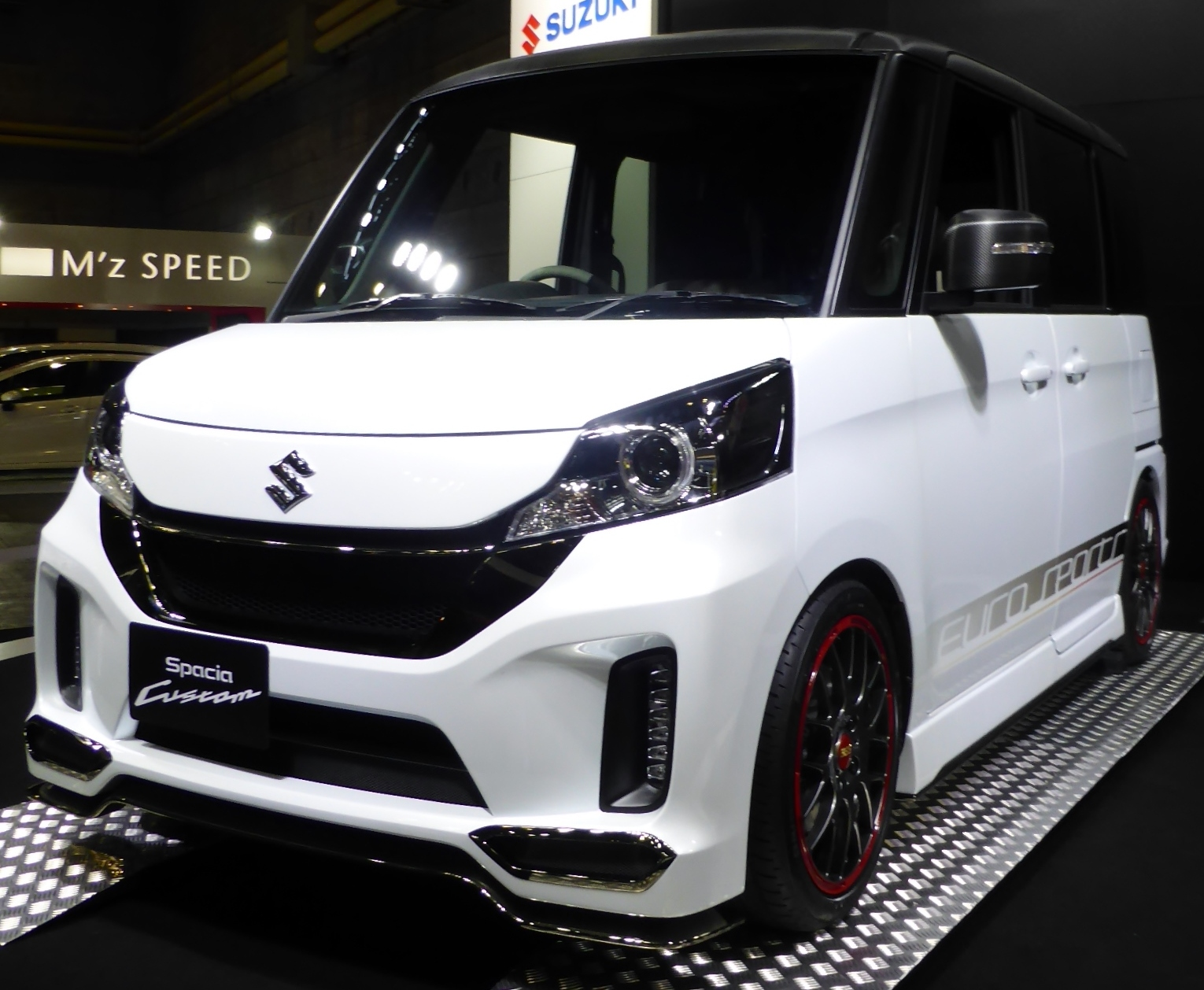
スペーシアカスタム S-コンセプト（2014年）
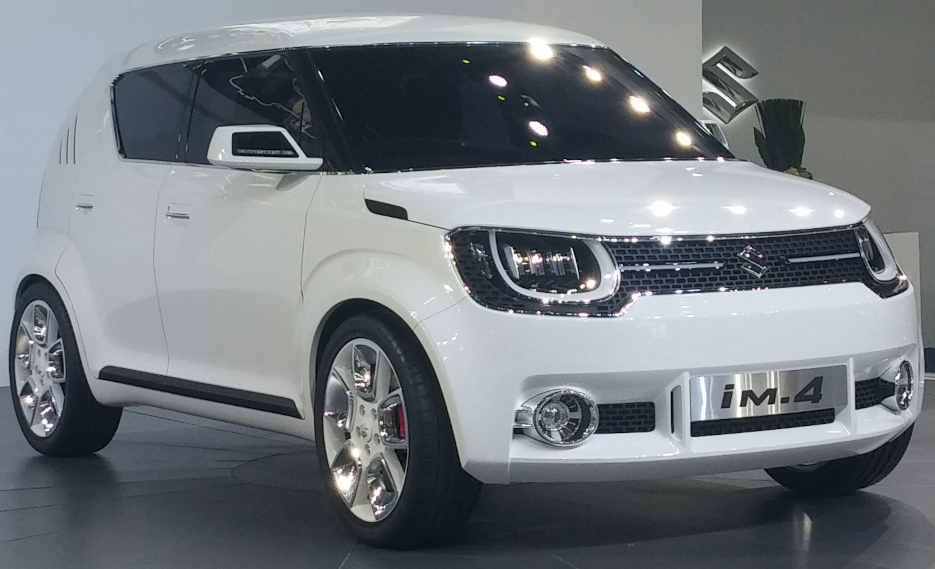
iM-4（2015年）
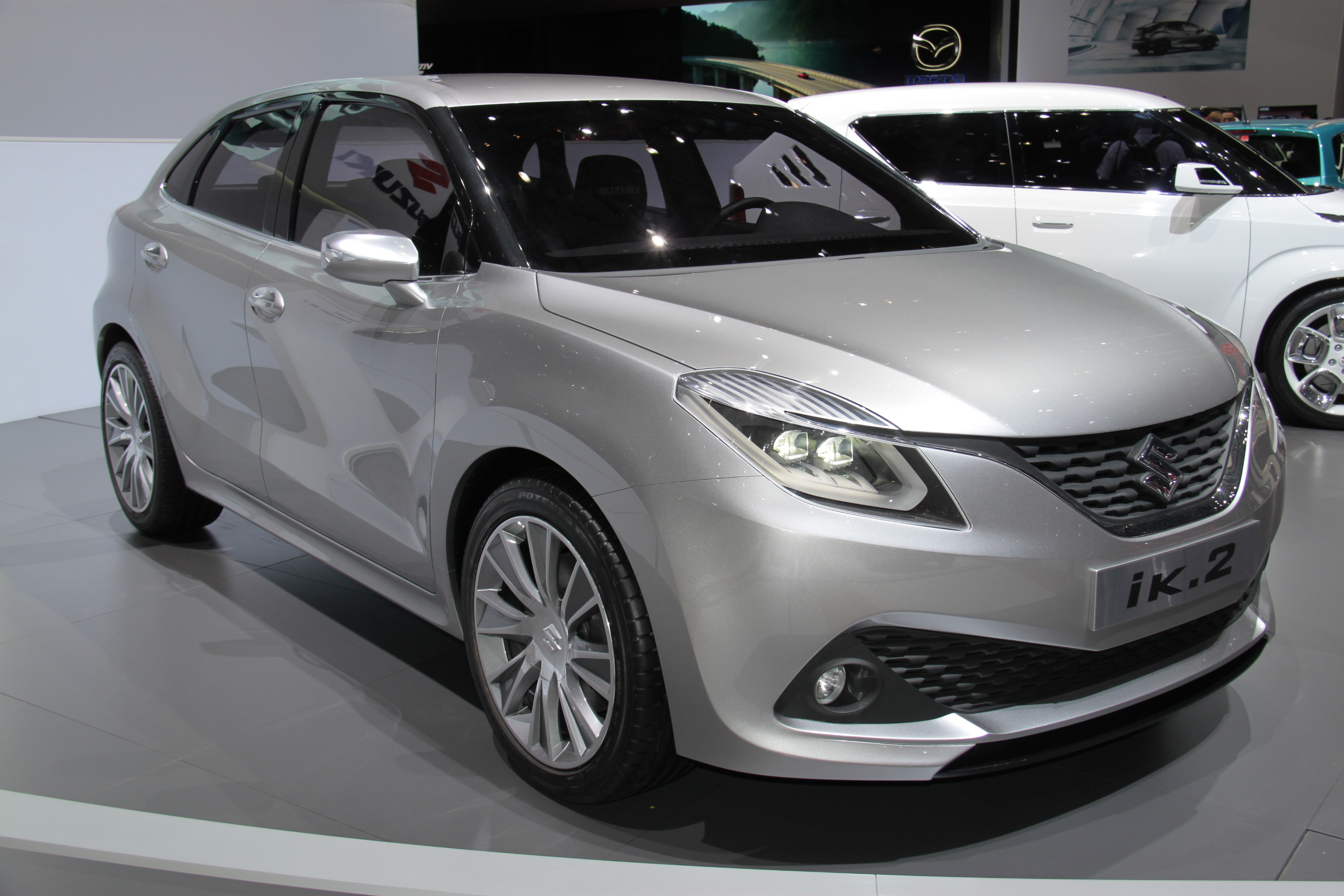
iK-2（2015年）
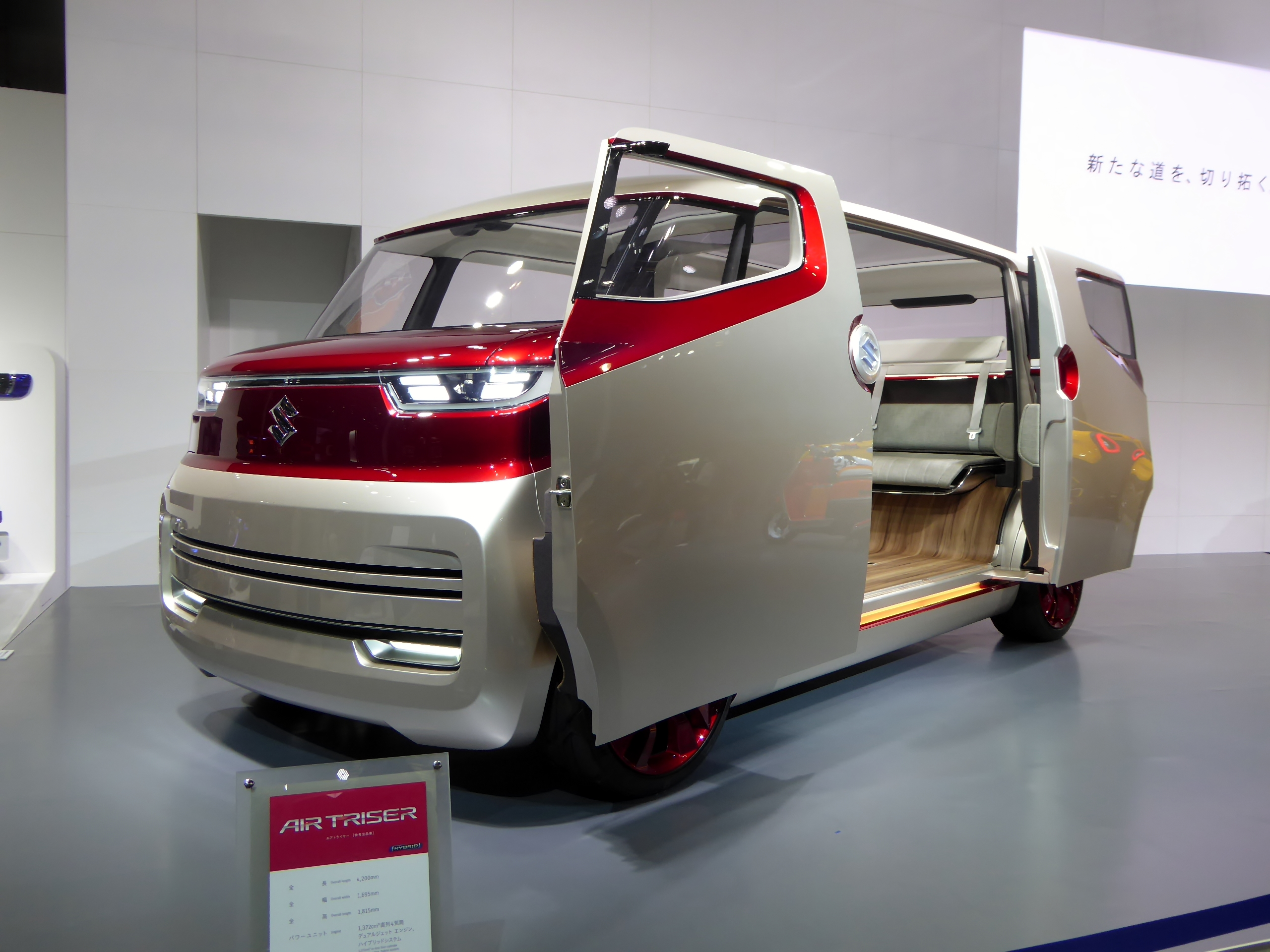
エアトライサー（2015年）
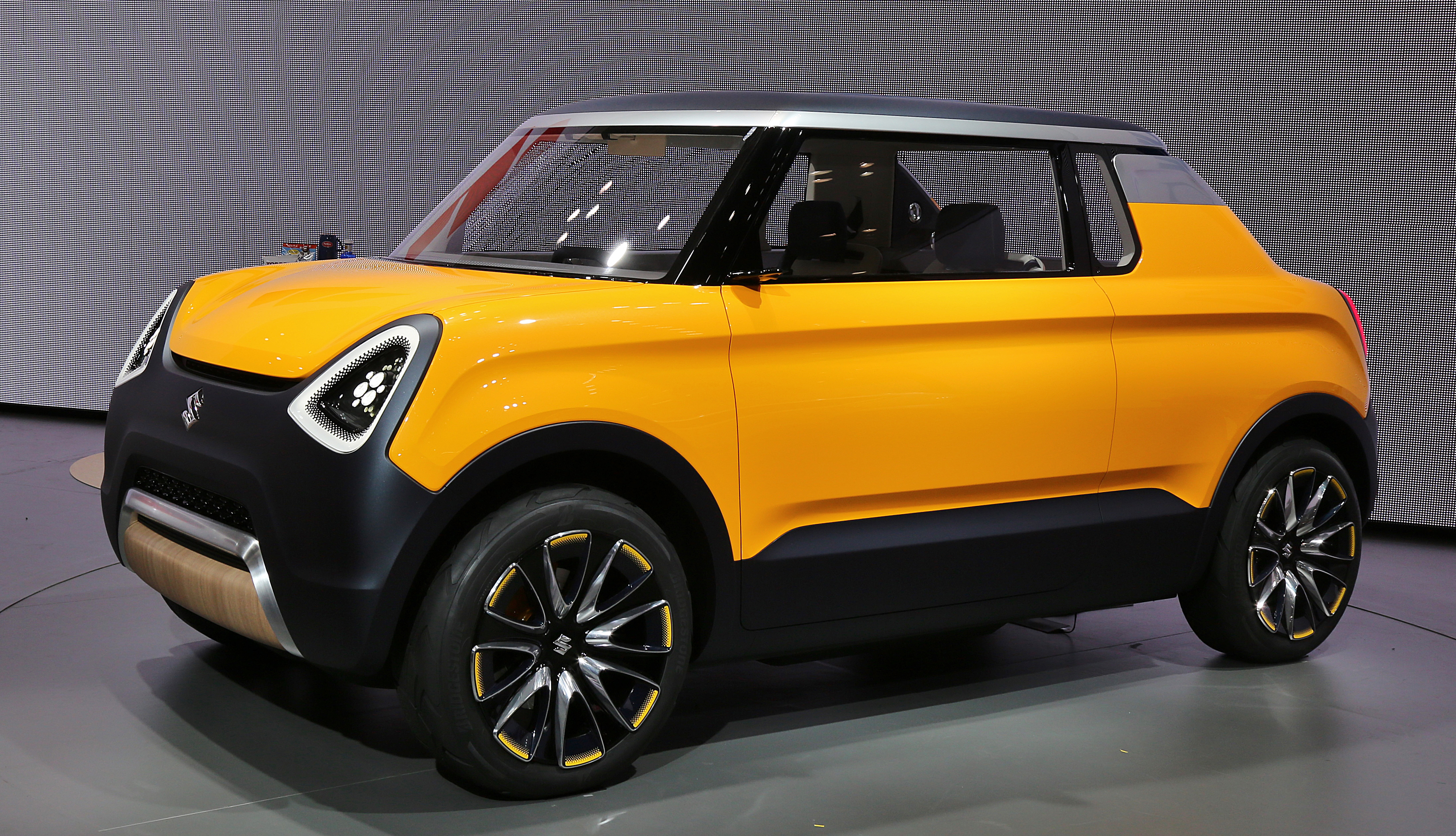
マイティデッキ（2015年）
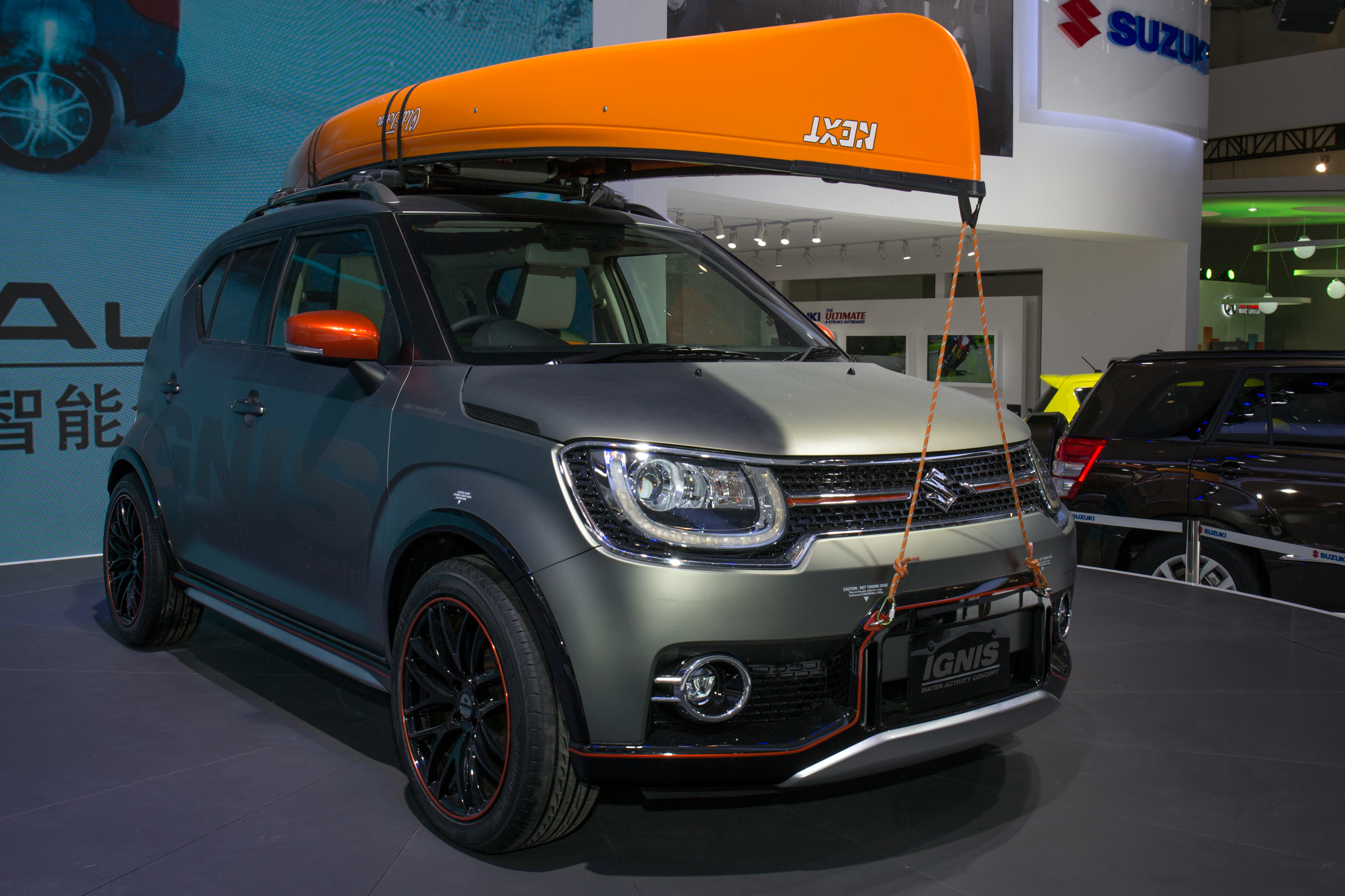
イグニス ウォーターアクティビティーコンセプト（2016年）
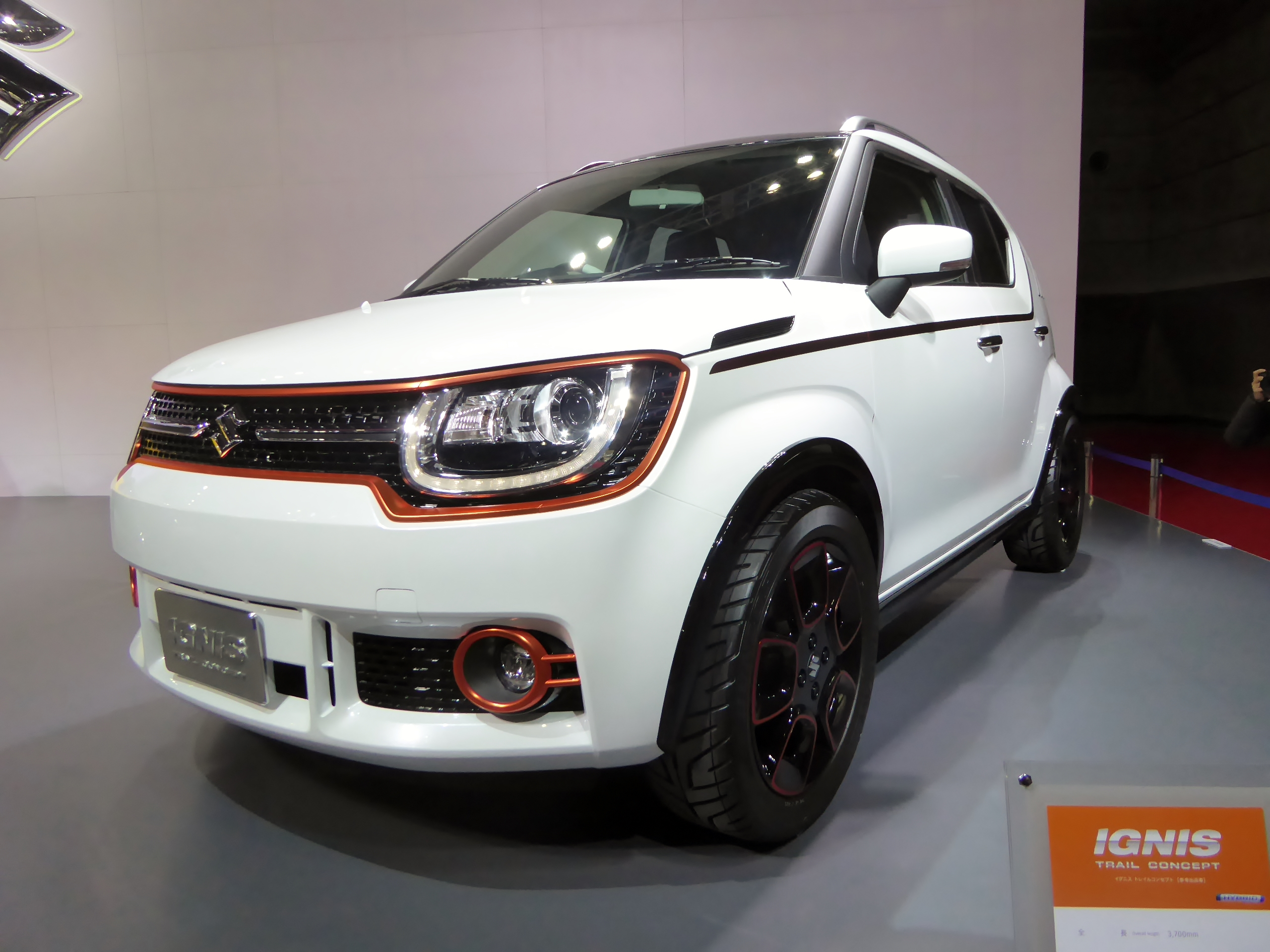
イグニス トレイルコンセプト（2016年）
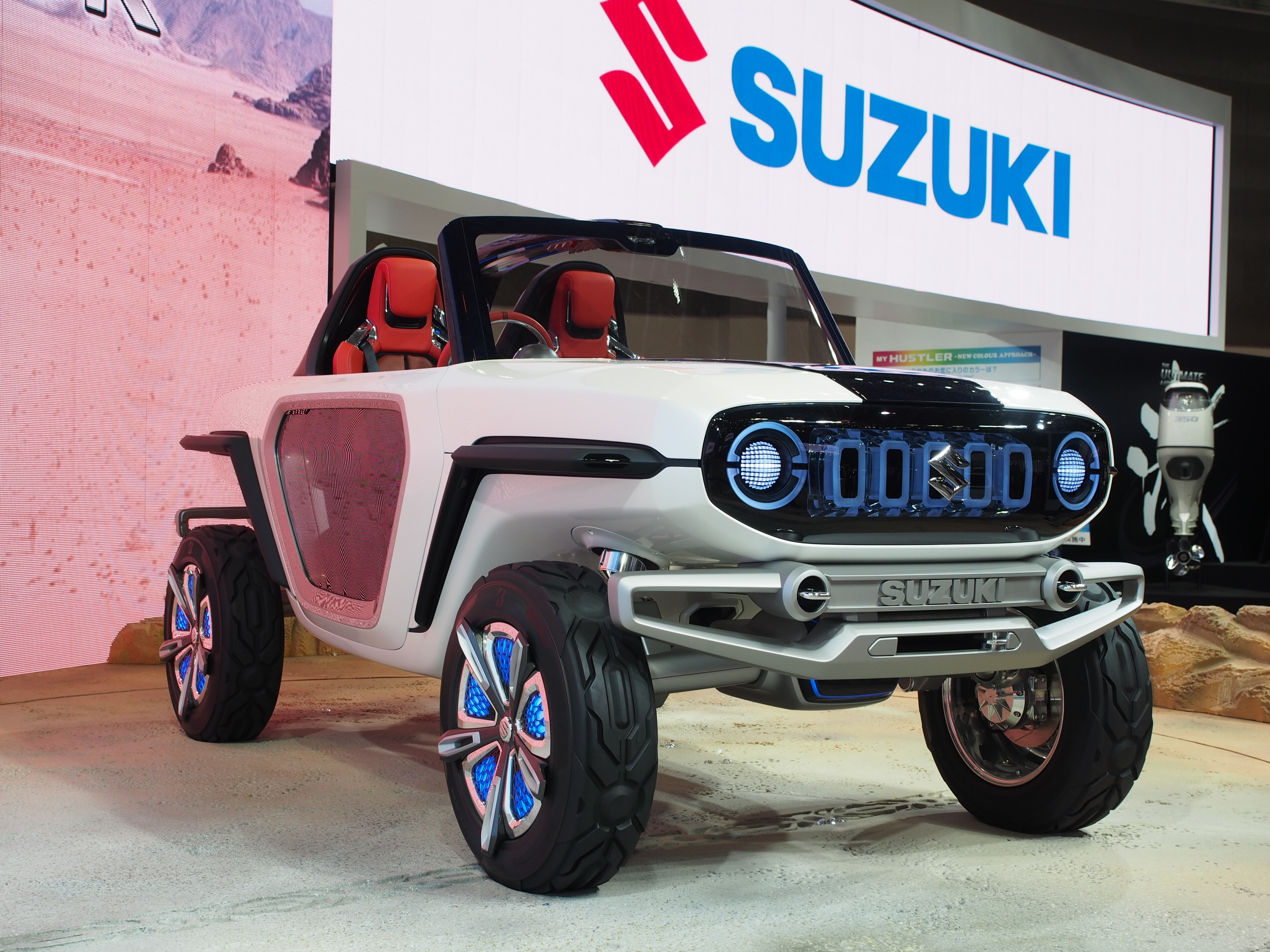
e-SURVIVOR（2017年）
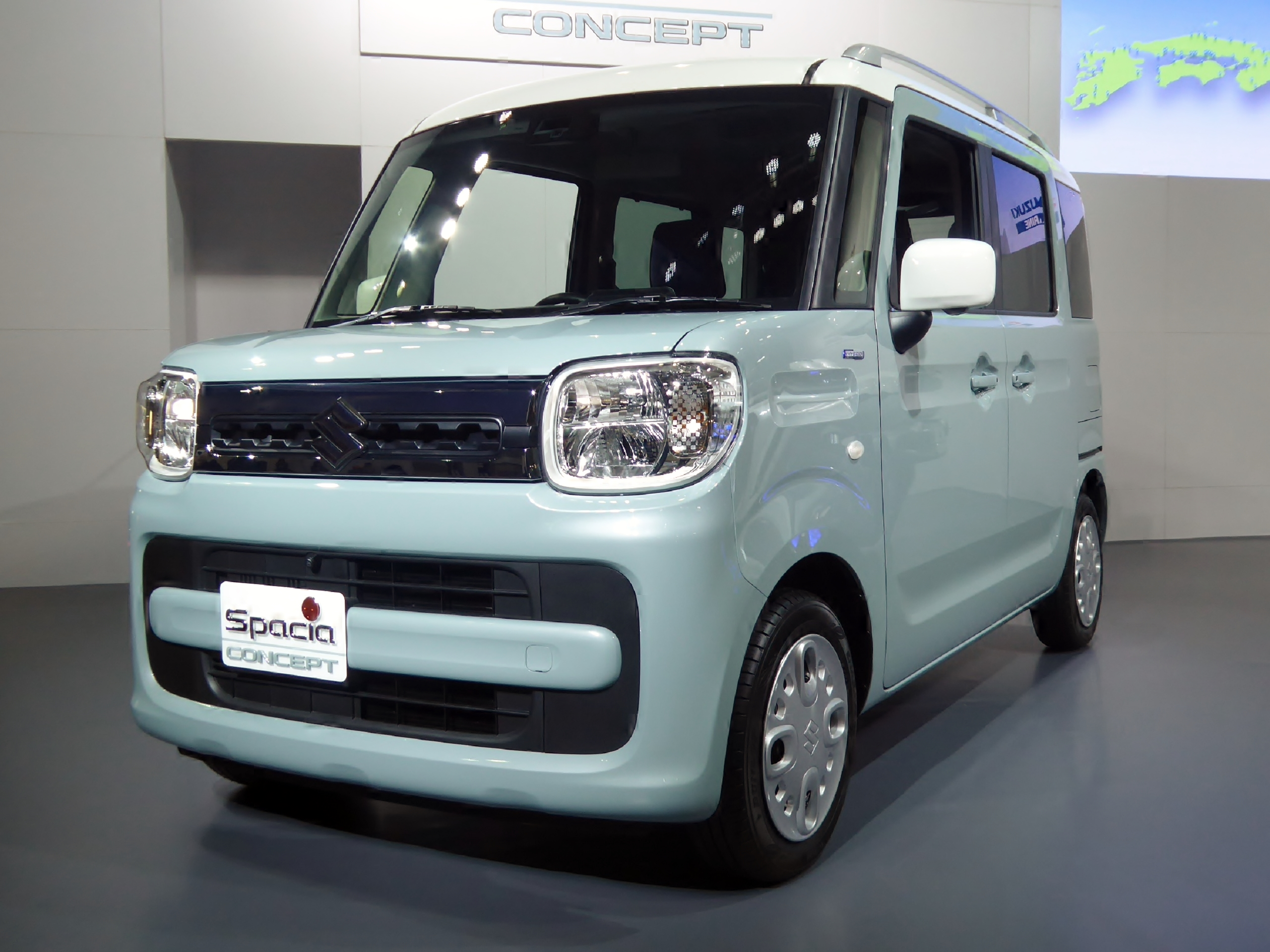
スペーシア コンセプト（2017年）
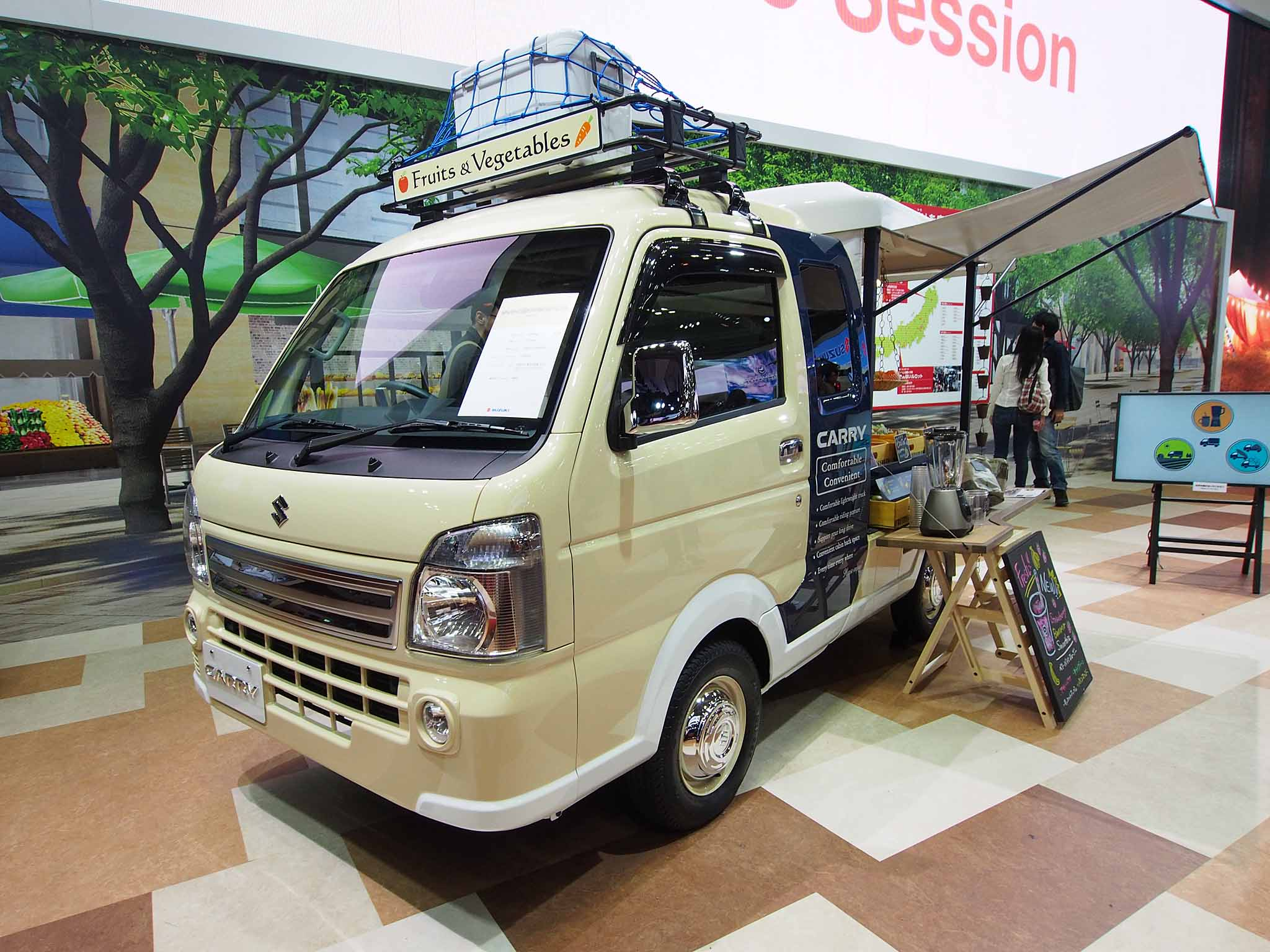
キャリイ軽トラいちコンセプト（2017年）
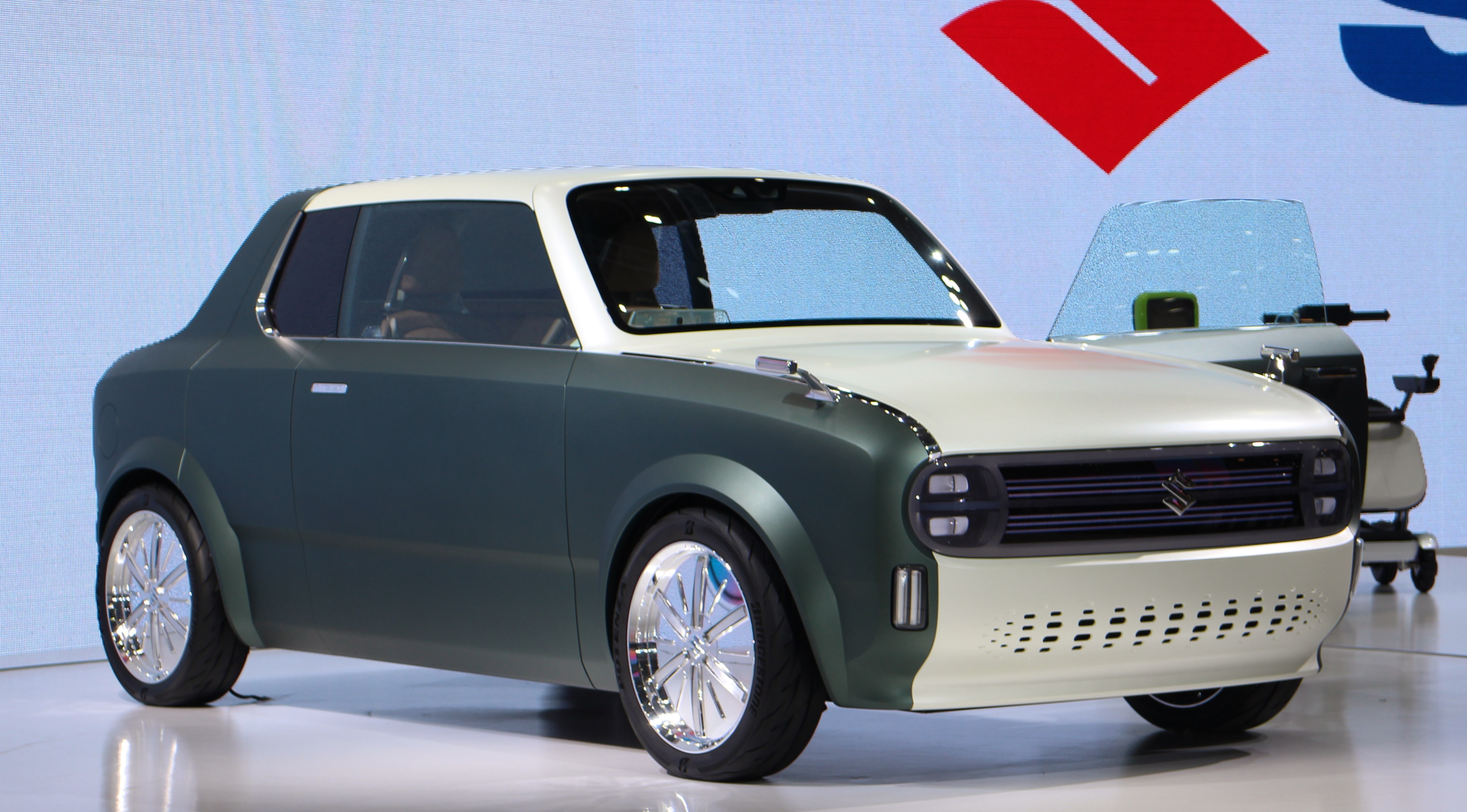
WAKUスポ（2019年）
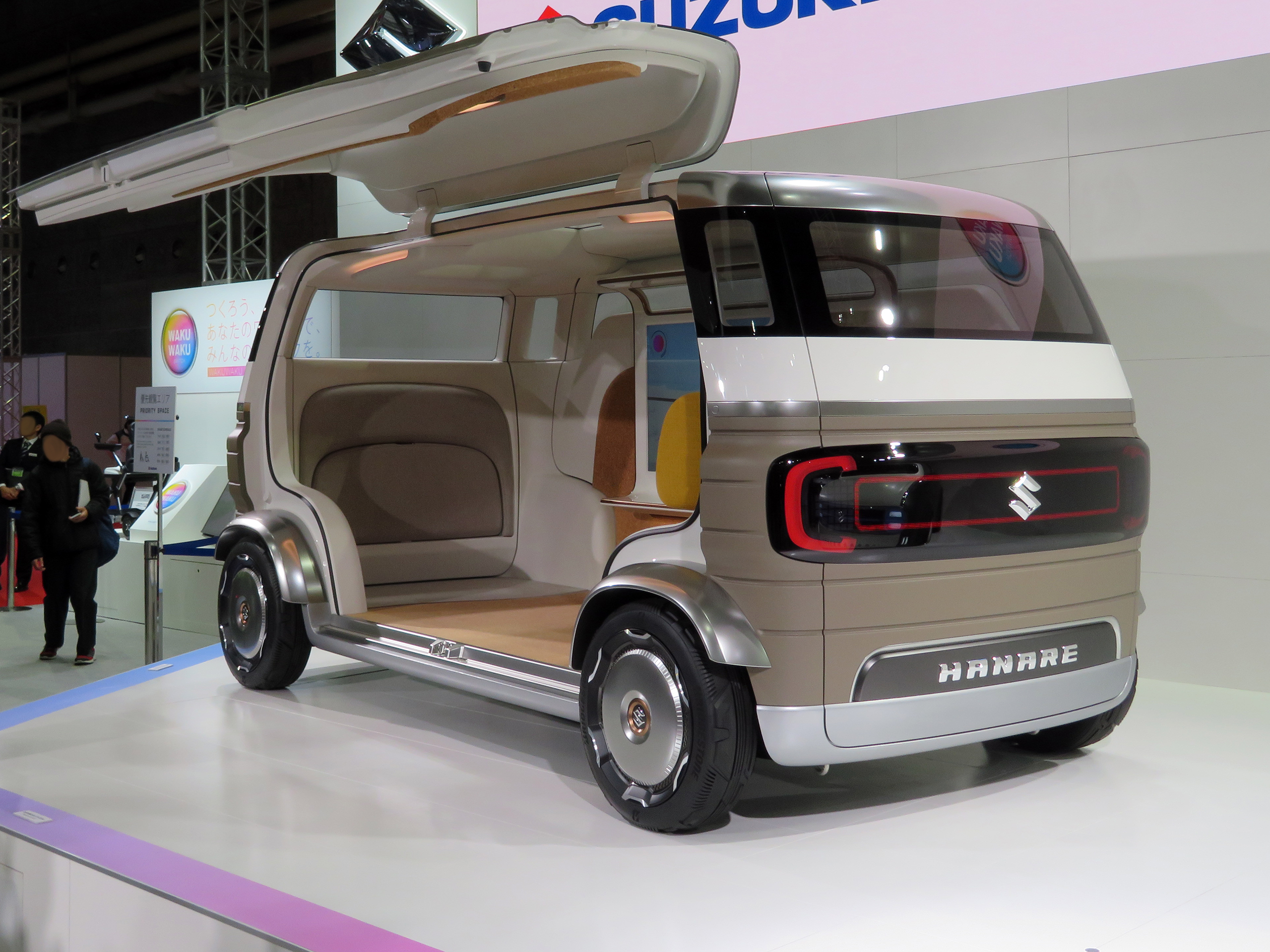
HANARE（2019年）
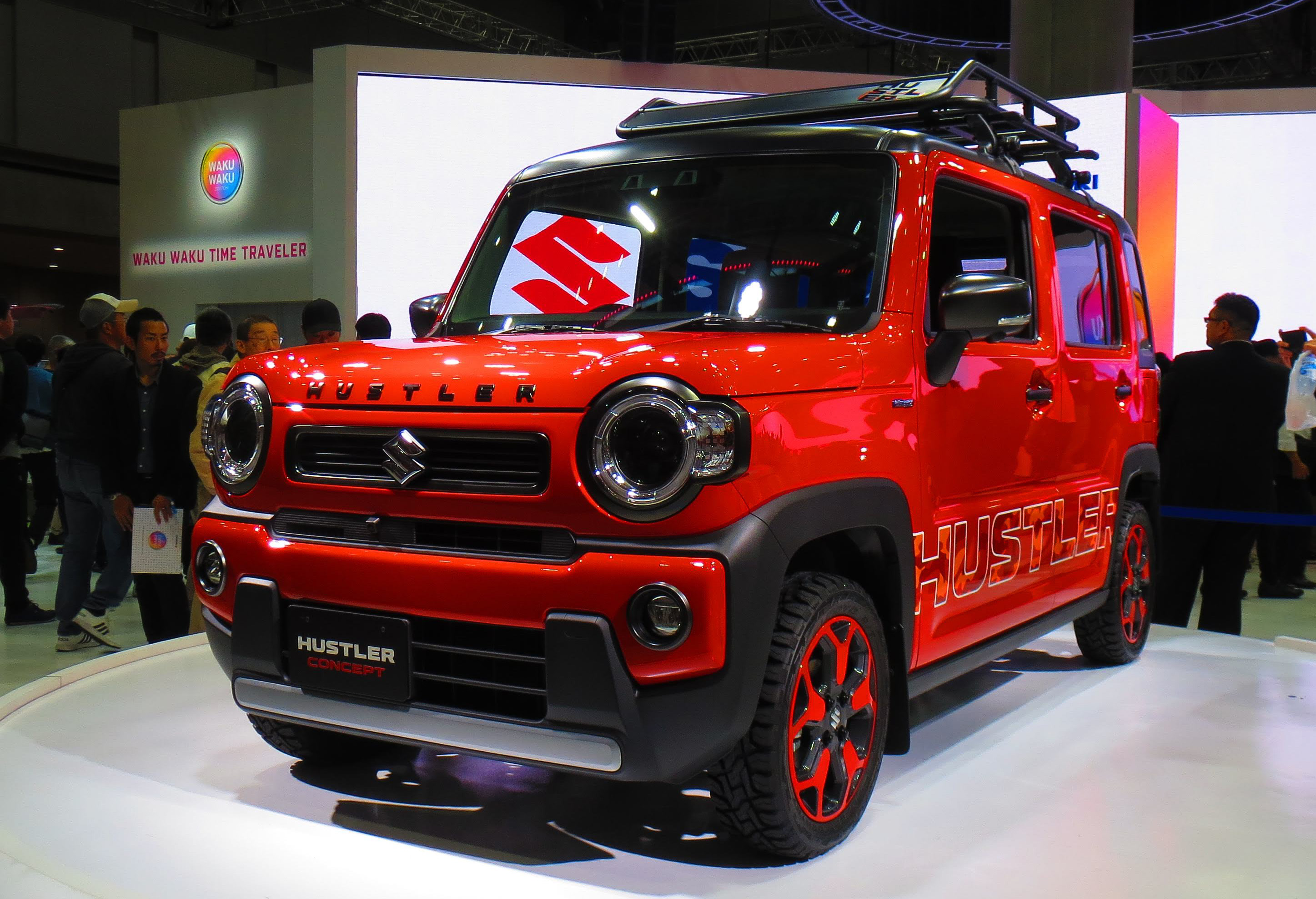
ハスラーコンセプト（2019年）
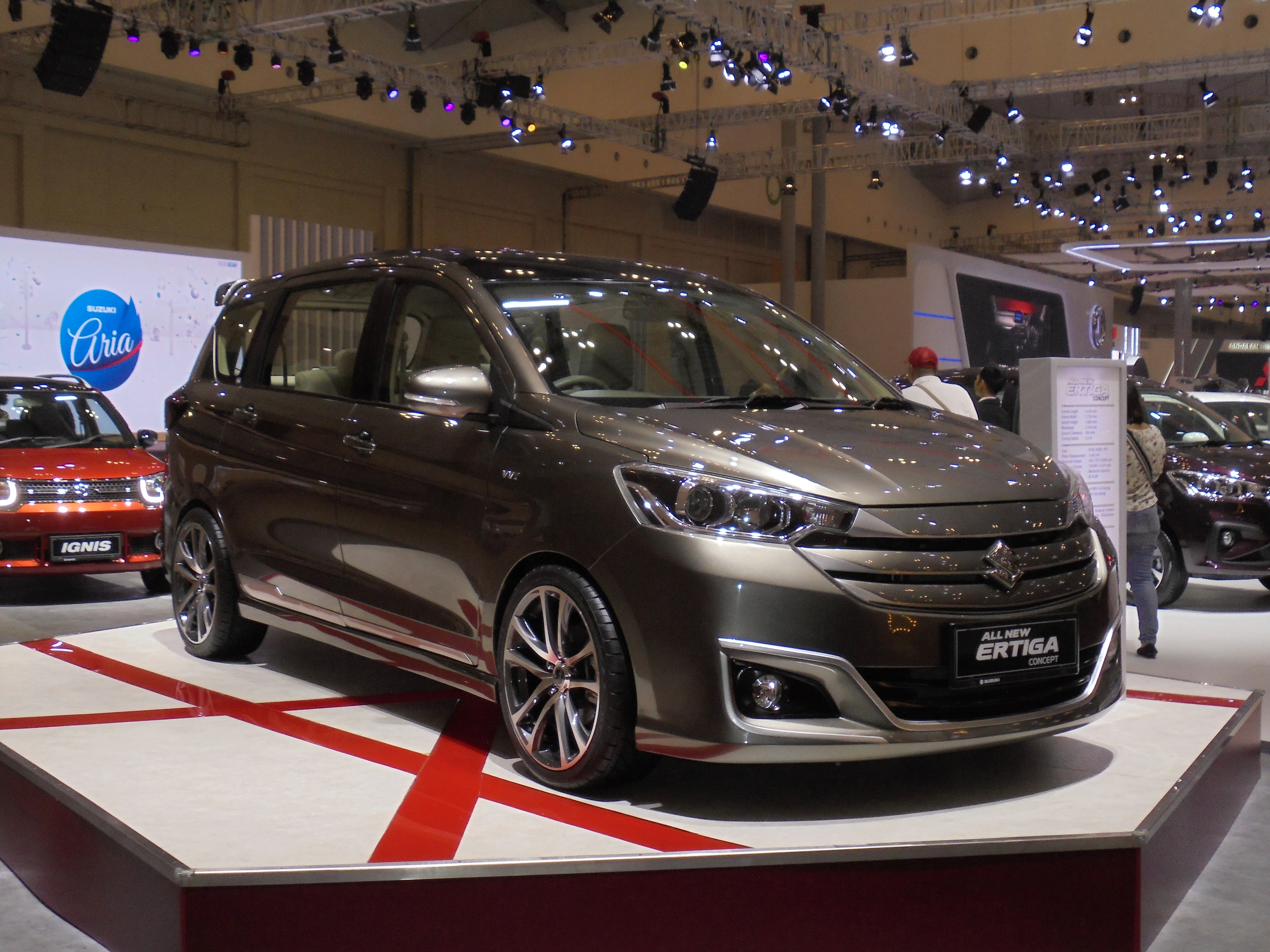
エルティガ・コンセプト（2019年）
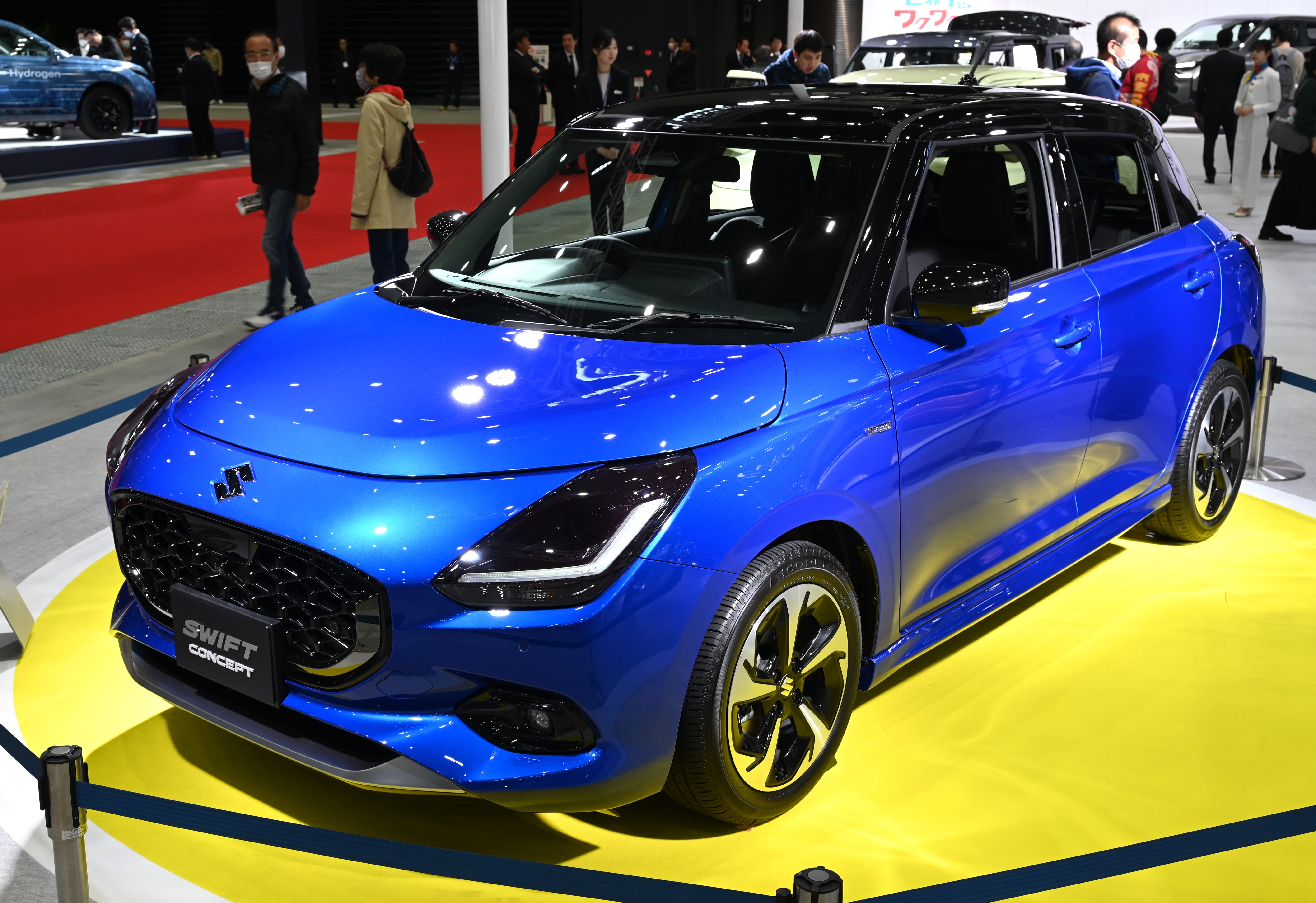
スイフトコンセプト（2023年）
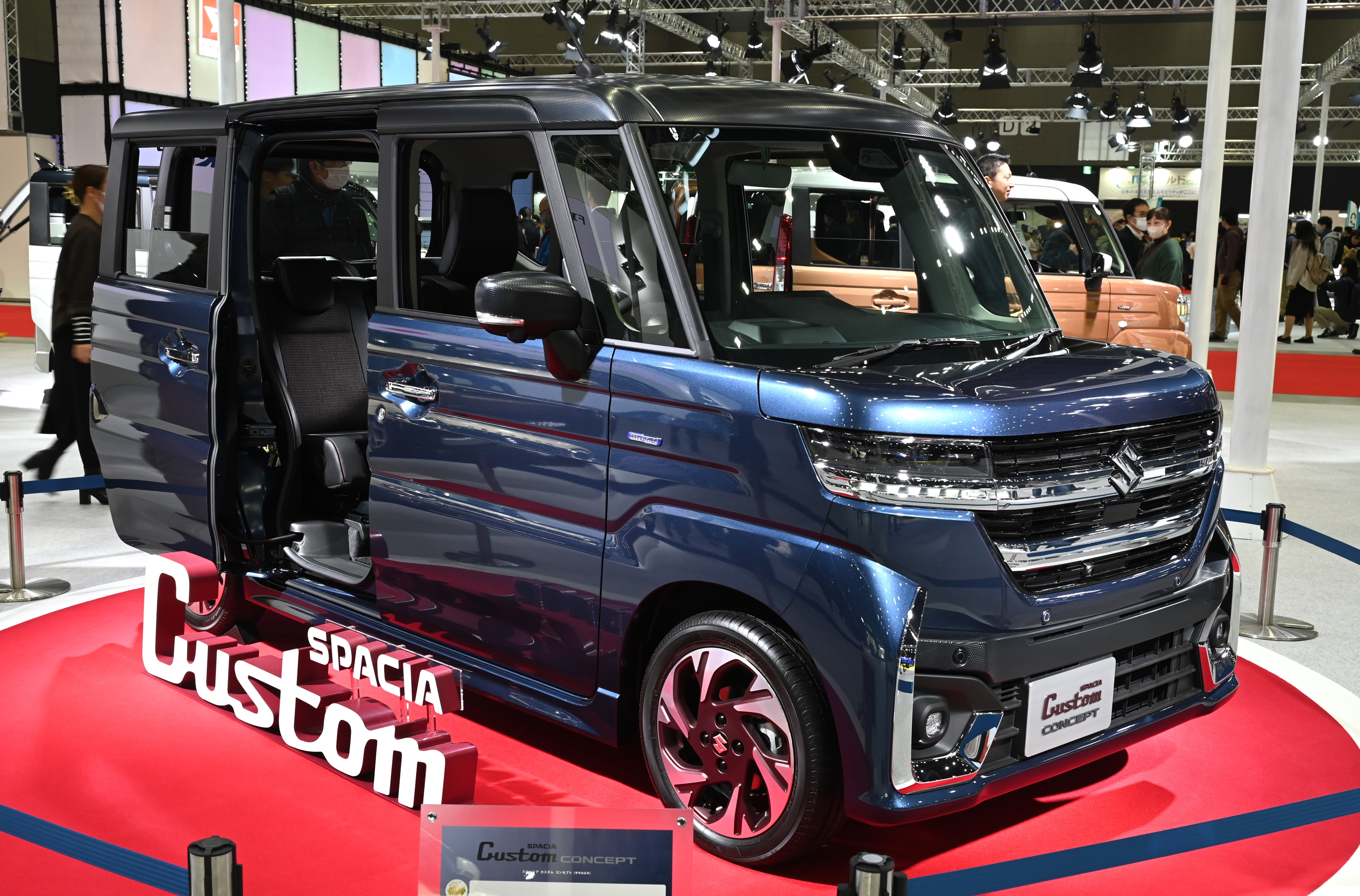
スペーシアカスタム コンセプト（2023年）

## 全地形対応車

### 現行車種（全地形対応車）
- LT
- Z

## その他の商品
- スノーモービル（米国アークティックキャット社向けエンジンを製造）
- セニアカー（電動車椅子）
- 自転車 - インパルスSL-FB（電動フラッシャー及び油圧式ブレーキ採用のジュニアスポーツ) 自社生産
- 電動アシスト自転車 - ラブ（LOVE）SNA26/24（パナソニック サイクルテックからのOEM）
- ボートおよびボート用エンジン
- ATV（4輪バギー） - 輸出専用
- フォーミュラ・スズキ隼 - 自社のオートバイ「ハヤブサ1300」のエンジンを流用した市販レーシングカー
- フォーミュラ・スズキKei - 自社の軽自動車「Kei」のエンジンを流用した市販レーシングカー
- オートレース用エンジン - セア（SEAR）
- 産業機器
- 汎用エンジン
- スズキビジネス